# Archibald Cox
Archibald Cox, Jr. (Plainfield, Nueva Jersey, 17 de mayo de 1912 - Brooksville, Maine, 29 de mayo de 2004) fue un abogado, jurista y profesor estadounidense cuya carrera alternaba entre la académica y la gubernamental. Como miembro de la facultad en la Escuela de Derecho Harvard, se convirtió en un experto temprano en la ley federal de trabajo. En 1948 publicó el primer libro de casos acerca de la ley de trabajo para su uso en escuelas de derecho, un libro que fue periódicamente actualizado y complementado hasta el año 2011. Fue un escritor prolífico, publicó docenas de artículos en los desarrollos de relaciones laborales. Incluso mientras era maestro de tiempo completo, se convirtió en un notable árbitro laboral y en un estabilizador de salarios, más tarde se enfrentó contra la Unión de Mineros en una disputa industrial que tocó temas problemáticos de seguridad nacional durante la guerra de Corea.
Se convirtió en el consejero laboral del senador John F. Kennedy participando en el mayor proyecto legislativo del senador, un proyecto de ley que se transformaría en la reforma Landrum-Griffin, y como resultado de ese rol se volvió la cabeza del cerebro de confianza de la campaña presidencial de Kennedy, contratando intelectuales y coordinando investigaciones políticas y escribiendo discursos para la campaña. En 1961 el presidente Kennedy lo nombró procurador general, un cargo que mantuvo por cuatro años y medio durante el cual informó y argumentó algunas de las decisiones más consecuentes de la Corte de Warren. Como agradecimiento a Harvard, compartió su experiencia en el gobierno al escribir y enseñar la ley constitucional. Encabezó la comisión del listón azul que investigó las huelgas estudiantiles que cerraron la Universidad de Columbia en la primavera de 1968, después se convirtió en el hombre clave de Harvard para lidiar con los desórdenes estudiantiles en la institución por los siguientes 3 años.
Cox se volvió famoso internacionalmente cuando bajo presión y con acusaciones de corrupción en contra de personas que estaban asociados de manera cercana a Richard Nixon, el abogado general nominado Elliot Richardson fue forzado a nombrarlo (debido a su reputación por ser íntegro y su independencia del presidente) como fiscal especial para supervisar la investigación federal criminal en el robo de Watergate y otros crímenes relacionados, actividades corruptas e infracciones que se hicieron conocidas con el nombre del escándalo de Watergate. Su investigación lo guió directamente al Presidente, y tuvo una confrontación muy dramática con Nixon cuando reveló las cintas que el Presidente había grabado en secreto de las conversaciones en la Despacho Oval. Cuando Cox negó una orden directa para abandonar la búsqueda de cintas y material presidencial, Nixon lo despidió en un incidente que se conoció como la Masacre del sábado por la noche. Las explicaciones calmadas, responsables, dignas e impecables de su postura le brindaron un apoyo abrumador entre la comunidad profesional y una gran popularidad entre los ciudadanos en general. Su despido produjo un desastre en las relaciones públicas de Nixon y dio inicio a los procedimientos de su juicio político. Al final, la Corte Suprema de los Estados Unidos votó en contra del Presidente y a favor de la postura de Cox en una opinión escrita por el Presidente de la Corte Suprema Warren Burger. En lugar de enfrentar el juicio político y el debido proceso con las cintas como evidencia, Richard Nixon se convirtió en el único Presidente de los Estados Unidos en renunciar. 
Cox volvió a enseñar, leer y escribir por el resto de su vida, dando sus opiniones con el rol en la corte del desarrollo de leyes y por igual con el rol de abogado en la sociedad. Fue designado para encabezar varias organizaciones de servicio público y de buen gobierno, incluyendo el servir por 12 años como líder de la Causa Común. Adicionalmente, él llevó dos casos importantes de la Suprema Corte, ganando ambos: uno acerca de la constitucionalidad de las restricciones financieras de las campañas federales y el otro siendo el primer caso probando la acción afirmativa. El New York Times resumió su carrera en una opinión dada en 1992: "El señor Cox dedicó su considerable prestigio, energía y habilidades legales en avanzar la causa de un gobierno éticamente superior. Con la confianza del público en el gobierno en un punto peligrosamente bajo, el mensaje del señor Cox es más poderoso que nunca."

## Primeros años, educación y prácticas privadas

### Familia y ancestros
Cox nació en Plainfield, Nueva Jersey, es hijo de Archibald y Frances "Fanny" Bruen Perkins Cox, es el mayor de siete hijos. Su padre, el señor Archibald (Universidad de Harvard, 1896; Escuela de Derecho de Harvard, 1899) fue el hijo de un abogado de Manhattan que surgió como un abogado prominente en el campo de las patentes y las marcas registradas, y escribió el Manual en Marcas Registradas de Cox. Cuando Rowland Cox murió repentinamente en 1900, el señor Archibald heredó las prácticas de su padre casi inmediatamente tras terminar la escuela de leyes. A partir de ahí escaló para convertirse en un abogado exitoso por su propio trabajo. Su logro más grande logro fue el asegurar la cruz roja como una marca registrada de Johnson & Johnson. Comparando con los abogados de su lado materno, su padre (como Archibald Jr. lo reflexionó más tarde en su vida) no participaba mucho en el servicio público, a pesar de que había "hecho algunas cosas por Woodrow Wilson ... al momento de la conferencia de paz" y fue el presidente de la Junta de Educación local. También sirvió como miembro de la Comisión de Tránsito Rápido de Nueva Jersey.
La madre de Cox, Fanny, fue la nieta de dos hombres de igual eminencia (en campos totalmente diferentes). Charles Callahan Perkins, el hijo de un pudiente mercantil, nunca tuvo que ahorrar nada en su vida. Después de Harvard, estudió dibujo en Roma, estableció un estudio en París y estudió la historia del arte en Leibzig. Cuando regresó a Nueva Inglaterra se interesó en la música y la composición, presidiendo sobre la Sociedad de Handel y Haydn y se volvió el más grande admirador de la Sala de Música de Boston. Después dio conferencias y publicó libros acerca de la historia del arte y se convirtió uno de los fundadores del Museo de Bellas Artes de Boston. Su nieto Maxwell Perkins, el tío de Cox, fue un famoso editor en la casa de publicación de Charles Scribner's Sons. En agosto de 1886, el abuelo de Fanny, Perkins, falleció por ser aventado de un carruaje mientras conducía con el otro abuelo de Fanny, William M. Evarts, cerca de su estado natal en Windsor, Vermont.
Fue el abuelo de Fanny, Evarts, el ancestro que apareció por un largo tiempo en la juventud de Cox. Él era un descendiente directo del padre fundador Roger Sherman, un signatario de Connecticut que participó en la Declaración de Independencia y la Constitución de Estados Unidos. Sin embargo aún más importante, Evarts, un litigante aclamado de Nueva York en la segunda mitad del siglo XIX (el cual se convertiría en el procurador general de los Estados Unidos, secretario de Estado y senador de Nueva York), se había involucrado en un gran número de litigios políticos de su tiempo, empezando con su defensa del presidente Andrew Johnson en su juicio político de destitución en el Senado. Sin embargo Evarts, un Republicano muy devoto, se enfrentó a lo que parecía una imparable determinación por parte de los republicanos de expulsar al Presidente demócrata y a su parecer, accidental. La absolución que alcanzó en el Senado fue punto de comparación cuando Archibald Cox investigó a otro presidente un siglo después. Cox escuchó historias de la participación de Evarts en el famoso caso de los esclavos del Sr. Lemmon (Lemmon Slave Case) y otros. Más adelante, se le entregó a Evarts Perkins una propiedad conocida como la Cabaña Runnemeade. Fui aquí que Archibald Cox pasó cada uno de sus veranos (empezando cuando él aún no cumplía un mes de nacido) hasta que la situación de su familia cambió cuando entró a la universidad. Fue en esa etapa que Cox desarrolló su gusto por Nueva Inglaterra y sus costumbres. Durante el verano en Windsor y Cornish, New Hampshire surgieron numerosas figuras de la cultura al inicio del siglo (incluyendo al Juez Learned Hand). También fue cuando numerosos abogados (incluyendo al padre de Fanny, Edward Clifford Perkins) que estaban relacionados con los Evarts se enfrentaron. Cox resumió estas influencias en una entrevista en 1987: "Yo crecí en una familia dedicada al derecho. Mis ancestros de ambos padres eran abogados, y es difícil pensar en una época en que yo no fuera a ser un abogado."

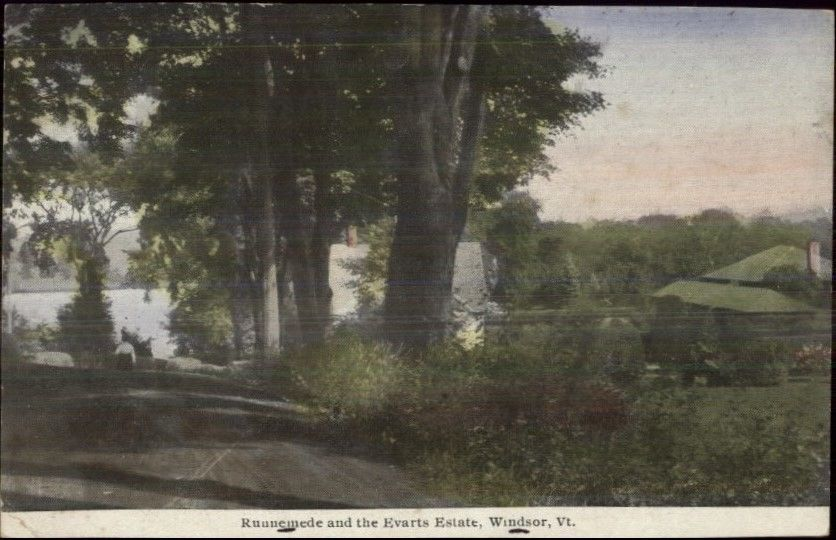
Fotografía de la cabaña estatal de Runnemede de los Evarts en Windsor, Vt., donde cox pasó la mayoría de sus veranos en su juventud.

En Plainfield, donde pasó el resto de los meses, Cox y su familia vivieron en riqueza señorial. Su hogar, una casa colonial holandesa construida en un terreno de 9 acres, incluyendo una cancha de tenis, un complejo en donde vivían las ayudantes del hogar y un departamento arriba del garaje para el chofer. En cuanto a las relaciones de la familia con el personal, Cox más adelante dijo: "Yo pienso que las relaciones entre mi familia y los "retenedores" era muy buena. Al menos esa es mi perspectiva. Pero los símbolos de estatus eran probablemente mucho más importantes que cualquier ideas del estatus mismo." Fanny donó su tiempo a las actividades de la comunidad, típico de su clase; por ejemplo, ayudó al club local de horticultura y fue miembro del Hospital de ayuda a mujeres de Muhlenberg. Respecto a una situación la familia de Cox era diferente a los profesionales de la clase alta con los que vivían: la familia de Cox apoyaba al candidato demócrata (y católico) Al Smith contra Herbert Hoover en 1928.

### Educación Preparatoria

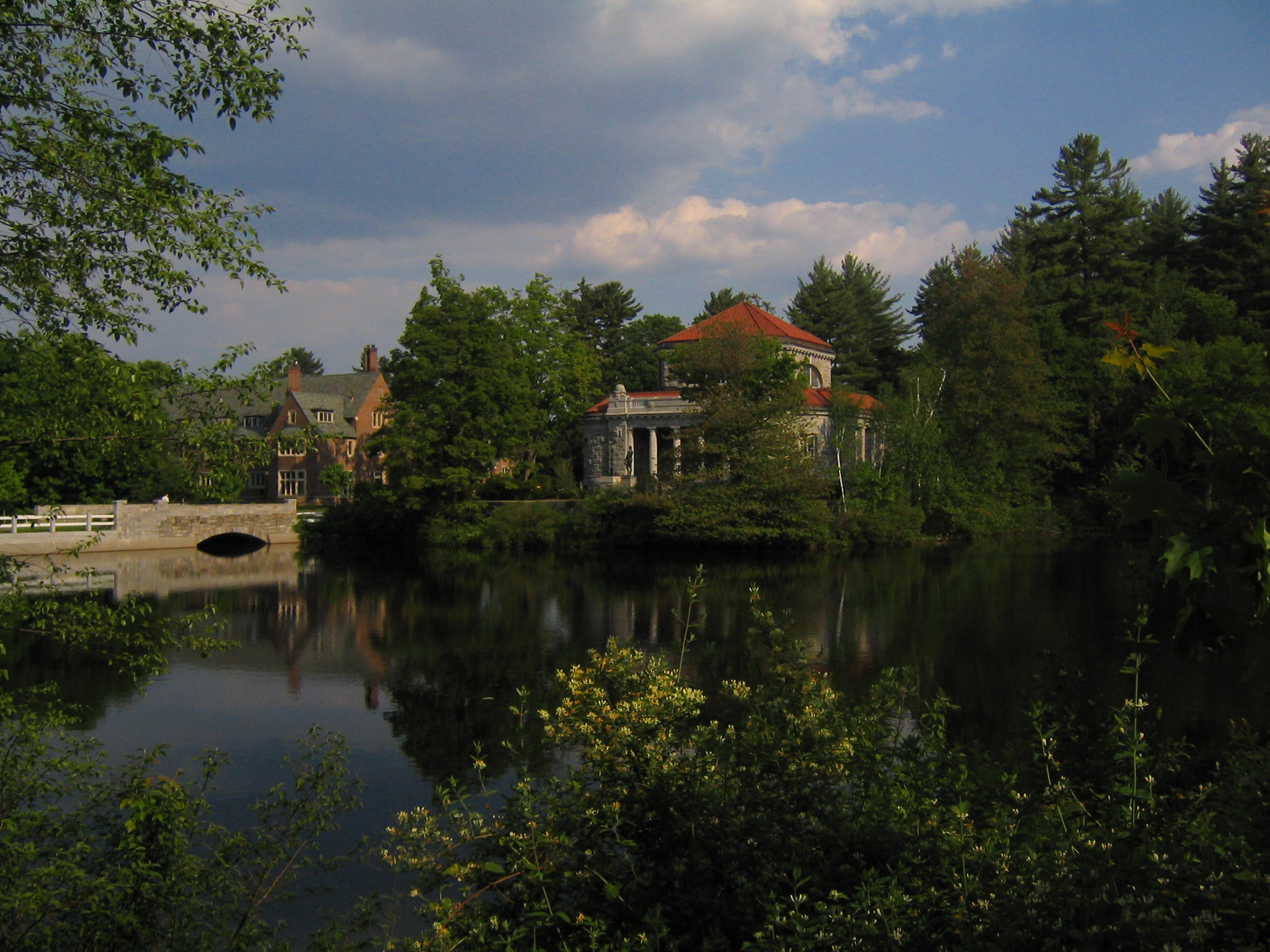
La biblioteca escolar en la época de Cox, El edificio de admisiones Sheldon de la escuela St. Paul expone la arquitectura gótica puesta en el paraíso rural idílico, típica de la élite básica de una escuela para hombres de Nueva Inglaterra.

El señor Cox tenía ideas específicas del camino en materia de educación que Archie debía seguir; era el mismo camino que él mismo así como los Perkins y los Evarts habían seguido. Y mientras Archie no argumentó en contra de este plan, el señor Cox a veces dudaba de que Cox fuera aceptado en las instituciones de derecho. Archie atendió a la escuela privada Wardlaw en Edison, Nueva Jersey hasta que cumplió 14 años de edad. Cuando llegó el momento de que aplicara para la escuela St. Paul en Nuevo Hampshire, el señor Cox se arriesgó a leer un proyecto escolar que Archie había hecho y encontró faltas de ortografía y otros errores por lo que le comentó a su esposa: "Bueno, el chico es un tonto." Para evitar el desastre le escribió a un administrador de la escuela en abril de 1926 para señalar cómo él y muchos sus relativos cercanos (abuelos y tíos) fueron alumnos de la escuela St. Paul y cómo su bisabuelo Perkins fue un importante colaborador. Su hijo fue debidamente admitido. El señor Cox repetiría la misma intervención para cuando Archie aplicó para Harvard. El señor Cox se impuso ante su amigo el Juez Learned Hand para escribir una carta de recomendación (a pesar de que no conociera al joven). Cox después revelaría en una entrevista el hecho de que mantuvo su carrera en una trayectoria ascendiente: "Solamente tienen que verme para que se den cuenta de que yo tengo conexiones familiares en Harvard, con el Establecimiento del Este."
Cox prosperó en la escuela St. Paul, localizada en la zona rural de Nueva Inglaterra a solo 60 millas de Windsor y que estaba habitada por los hijos del "Establecimiento del Este". Sus cursos estaban estandarizados para una escuela de varones de primera, incluyendo lecciones de Griego, Latín, Inglés e Historia de América, literatura y "un poco de ciencia". Él también tenía una dosis regular de religión Epsicopaliana. La disciplina rigurosa, las condiciones espartanas y los horarios estrictos parecían fortalecerlo y desarrollarlo con un sentido de camaradería entre sus compañeros. De manera más notoria, él se desarrolló como un presentador público muy fuerte. En su último año, ganó la Copa Hugh Camp por su habilidad en la oratoria y ocasionó que el equipo de debate de su escuela derrotara a la escuela Groton. Fue durante este periodo que leyó La vida de John Marshall, una obra escrita por Albert Beveridge, lo cual fue un ingrediente clave en la perspectiva progresista en materia de leyes que Cox desarrolló. Con una cálida recomendación por parte del director (y conexiones familiares), Cox fue capaz de entrar a la Universidad de Harvard en 1930.

### Harvard

#### Universidad
El señor Cox le aconsejó a Archie acerca del valor relativo de las diferentes educaciones que recibiría: "Tú vas a la universidad a crecer. Cuando asistas a la escuela de derecho, entonces empezarás una carrera". Así que Archie asistió a la Universidad de Harvard sin preocupaciones, por las que no sería conocido más adelante. Entró al cub délfico de finales, llamado antes como "la casa de gas" por las fiestas, apuestas y el licor (durante la Prohibición). Se graduó con la especialidad de Historia, Gobierno y Economía y le fue un poco mejor que sacar "caballerosamente puros sietes".
Fue durante el segundo semestre de su primer año que su vida cambió. En febrero su padre falleció a los 56 años de edad. Su madre quedó devastada tanto emocionalmente como financieramente. Justo a medio periodo de la Depresión fue forzada a alojar huéspedes. Ella escribió a la escuela St. Paul para pedir ayuda financiera para la matrícula de su hijo Robert. Para Archie los veranos en Windsor deberían terminar, y tendría que trabajar durante ellos, el primer año como tutor con la familia del doctor que atendió a su padre enfermo (a quien también se le vendió la casa de la familia). La tragedia también afectó las calificaciones de Cox, aunque se anotó en los registros oficiales que esto fue permitido por la muerte de su padre. Cox sufriría de otra tragedia en su penúltimo año. Él había desarrollado una relación seria con una estudiante de Radcliffe llamada Connie Holmes. Incluso se la había presentado a su familia. Ese otoño ella sufrió un ataque y fue ingresada en un hospital psiquiátrico a las afueras de Cambridge. Cuando salió del hospital, su madre se la llevó a Europa para rehabilitarse. Al final de su cuarto año, Cox recibió la noticia de que Connie se había suicidado al consumir píldoras para dormir en Francia. Las noticias le produjeron un shock y crearon una vacío el cual recordó durante toda su vida.
Durante el último año de Cox, él fue capaz de darle su atención completa a su vida académica. Como tema de tesis, él propuso el analizar las diferencias constitucionales de la composición entre el Senado y la Casa a través de la historia americana. Su asesor, Paul Buck, le dijo que él no tenía "la suficiente inteligencia" para ese proyecto. Cox tomó el desafío y completó El platillo del Senado. Como resultado de su trabajo, Cox fue capaz de graduarse con honores en la carrera de Historia.

#### Escuela de Leyes
Fue en la escuela de leyes que Cox comenzó a prosperar. Alejándose de la mayoría de las actividades sociales, se adentró en las complejidades del pensamiento legal y su profesor Roscoe Pound le inspiró a trabajar arduamente. Obtuvo el primer lugar de su clase, que tenía 593 alumnos, al final de su primer año. Durante su primer año, Cox también se involucró en la política partidista por primera vez. Se ofreció como voluntario para ir de puerta en puerta apoyando la candidatura gubernamental del teniente Gaspar Bacon contra el alcalde de Boston, el cual había sido sentenciado e investigado, James Michael Curley. La derrota de Bacon (por una gran diferencia de unanimidad) le enseñó a Cox una gran lección acerca de las clases y las etnias en la política.
En el segundo año, Cox se ocupó con un trabajo en la revista Harvard Law Review. También conoció a su futura esposa Phyllis Ames. Cox le propuso matrimonio después de tres o cuatro encuentros. Ella al inicio lo rechazó, pero para marzo de 1936 ya estaban comprometidos. Phyllis, quien se graduó de Smith un año antes, era la bisnieta de James Barr Ames, que fue decano de la Escuela de Leyes de Harvard y es reconocido por hacer famoso el método del libro de casos en el estudio legal. También era la sobrina de Robert Russell Ames, quien falleció dos años antes en un accidente de carreras de yates junto con sus dos hijos que fallecieron al tratar de rescatarlo, lo cual fue muy popular y reportado. Por parte de su padre, Phyllis Ames fue la bisnieta del experto legal Nathan abbott, quien, entre otras cosas, fue uno de los fundadores de la Escuela de Leyes de Stanford. El profesor (y más tarde Juez Asociado de los Estados Unidos) Feliz Frankfurter les escribió una carta de felicitación por su compromiso, el cual exclamó: "¡Mi Dios, qué combinación legal tan poderosa!"
Al poco tiempo, el profesor Frankfurter le dio a Cox la primera gran oportunidad de su carrera. Las ambiciones de Cox no eran particularmente altas en su tercer año. Él había renunciado de su trabajo en Law Review al final de su segundo año debido a problemas de la vista, y por esto él ya no estaba en el "centro de las cosas". En el primer semestre de su tercer año él acordó con Phyllis tomar un trabajo en Boston y estaba considerando un bufete jurídico corporativo. A diferencia de otros "grandes aspiradores" él no había aplicado al tan esperado curso de jurisdicción federal de Frankfurter, a pesar de que el puesto de Frankfurter como confidente del Presidente Roosevelt lo hacía especialmente importante como una entrada en los altos cargos del Poder Ejecutivo. Sin embargo Cox asistió al curso de utilidades públicas de Frankfurter, en el cual él fue, como ganador del Premio Sears, frecuentemente convocado por Frankfurter. Tanto fue así que él se sorprendió al ser llamado a la oficina de Frankfurter y le ofreció a Cox una práctica como asistente legal del Juez Learned Hand, y después en el Segundo Circuito de Cortes de Apelaciones de Estados Unidos.  Phyllis aceptó que era un trabajo que él no podía rechazar, así que planearon mudarse a Nueva York en la graduación de Cox. 
Cox se graduó en 1937 con grandes honores (magna cum laude), fue uno de los nueve que recibieron el más grande honor premiado por la escuela de leyes ese año. Dos semanas después de su puesta en marcha, Cox y Phyllis se casaron.

### Práctica como asistente legal

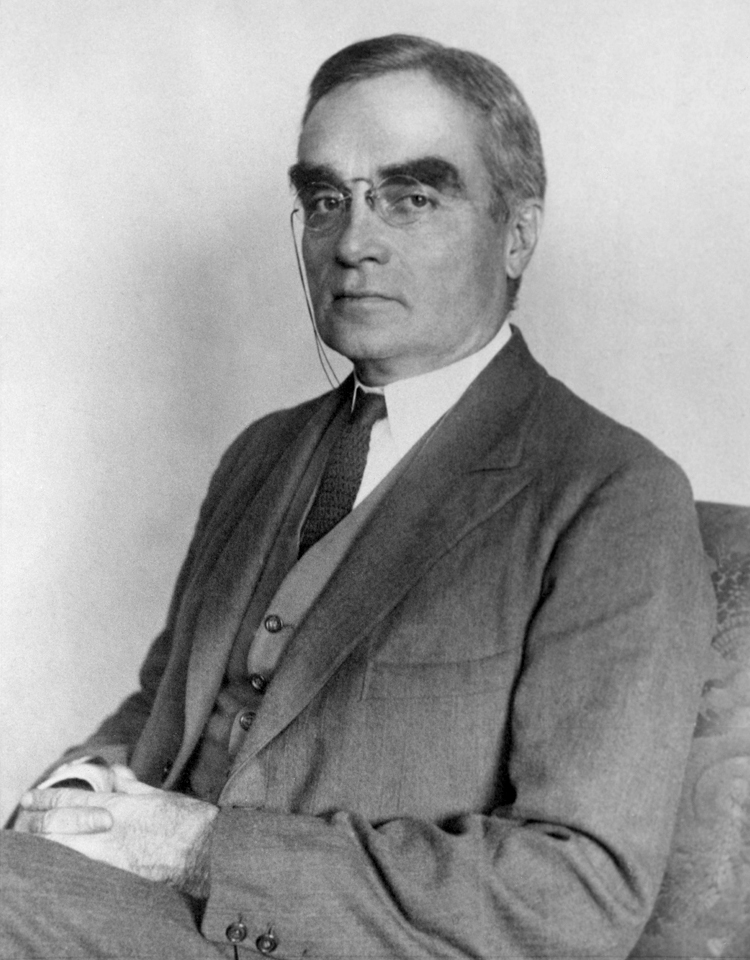
El juez de la Corte del Distrito de los Estados Unidos Learned Hand en 1910, cuando el señor Archibald Cox hacía prácticas antes que él.

La práctica como asistente legal de Cox con Hand fue más como una pasantía. Hand hacía todo él solo; no dejaba ni que sus asistentes escribieran un borrador de los hechos del caso. Cox se sentó en la misma habitación, leía los mismos informes y casos, pero solo hablaba cuando Hand se lo pedía. Él le permitía a Cox copiar y editar sus opiniones, empero solo después de que Hand hiciera tres o cuatro borradores. Y si Cox no tenía comentarios en algún borrador que le haya dado, Hand le decía: "No hay pago el día de hoy, Sonny." Cox tuvo dificultad más adelante en la vida al explicar por qué Hand tenía un efecto tan profundo en él. Cox sugería que era la ligereza que el público nunca vio. O sus actos ocasionales e inesperados de amabilidad. Sus demandas exactas por la perfección y el trabajo duro que él hacía para conseguirla. Sin embargo era más que un punto de vista. Hand le inculcó un respeto profundo por la tradición legal, no obstante era un respeto moderado por un entendimiento progresista del rol de las cortes en la sociedad moderna. Cox después describió la gran influencia que el Juez Hand tuvo en la ley americana "tanto rompiendo las restricciones impuestas por el literalismo seco de la tradición conservativa y el mostrar el entendimiento compasivo del uso de la información costeada por los procesos administrativos y legislativos." Cox explicó lo que su "gran maestro" le enseñó acerca de la "legitimidad" de la ley: "El juez debe estar envuelto en el manto de un camino sombreado. Él debe mostrar que él también está sujeto por la ley." De manera más personal Cox dijo: "Él era más como un filósofo a comparación de la mayoría de los jueces. Yo creo que él formó enormemente mi perspectiva de la vida en modos que son muy difíciles de explicar."

### Práctica privada
Estar un año en Nueva York demostró lo suficiente tanto para Archie como para Phyllis, así que Cox aceptó un puesto asociado con el bufete jurídico de Boston de Ropes, Gray, Best, Coolidge y Rugg, ahora conocido como Ropes & Gray. En los tres años que él practicó ahí tuvo dos mentores importantes, ambos practicaban la ley laboral. El primero fue Charlie Rugg, el cual fue el primero en mostrarle cómo los informes debían estar escritos y también le dio su primera experiencia en negociaciones de reconocimiento sindical ( y sin supervisión). El segundo fue Charlie Wyzanski, el cual fue un asistente de Hand que también se unió al New Deal, en donde él ganó experiencia temprana con la Ley Nacional de Relaciones Laborales (NLRB por sus siglas en inglés o el Acta de Wagner) en el departamento Laboral y después se mudó a la oficina del procurador general. La permanencia de Cox en el bufete fue un momento de gran fermento en el ámbito legal, especialmente como actividad institucional, en particular con los trabajadores textiles en una industria que estaba regresando en aumento a Nueva Inglaterra.
En Ropes & Gray, Cox se presentaba regularmente para las escritura legal en la Suprema Corte de Boston, intentó "uno o dos" casos antes de un juez y argumentó un caso antes de la Suprema Corte Judicial de Massachusetts. No obstante, fue Wyzanski, con sus conexiones y ejemplos, quien influenciaría en mayor proporción su carrera.
Dado que la guerra en Europa incrementó de manera siniestra para la democracia occidental, Cox y su familia llegaron a creer que la asistencia americana era vital. El hermano menor de Cox, Robert, dejó Harvard para unirse a los Cuerpos Armados Reales del Rey. Brevemente después de que la Junta de Mediación y Defensa Nacional (NDMB por sus siglas en inglés) se estableciera en marzo de 1941, el Presidente Roosevelt nombró Wyzanski su vicepresidente. La junta fue designada a mediar disputas laborales en las industrias afectadas por el boom de la industria relacionada con la defensa. En junio Wyzankski le preguntó a Cox que aceptara ser uno de los cuatro asistentes de la Junta. Cox aceptó y se mudó a Washington D. C., con Phyllis y sus dos hijos en el que sería uno de sus muchos periodos de servicio con el gobierno nacional.

### Servicio gubernamental en tiempos de guerra

#### Junta de Mediación y Defensa Nacional
Aunque la NDMB había sido designada con la esperanza de prevenir huelgas de trabajo en disputas laborales, se le dio el poder solamente de ayudar en la resolución de disputas voluntarias y hacer descubrimientos públicos de los hechos. La Junta alojó la composición "tripartita", que sería famosa después de esto, de representantes en la industria y en el trabajo (4 cada uno) y tres candidatos públicos "neutrales". Desde el comienzo fue criticado por no tener la habilidad de evitar las huelgas, por un lado, y por restringir de modo innecesario la habilidad de negociación laboral, por el otro. No pasó mucho tiempo antes de que la junta "llegara a padecer", así fue como Cox (quien subió de puesto a ser el principal Oficial de Mediación) lo puso. El jefe del Sindicato de Mineros, John L. Lewis, obstaculizó el intento que hizo la Junta de intervenir en el caso de minas de carbón "prisioneras" (aquellas que pertenecían a las plantas de laminación de acero). El sindicato estaba buscando una afiliación sindical obligatoria, requiriendo a los dueños de las minas que contraten solamente a trabajadores del sindicato. La Junta (incluyendo a dos miembros de la A.F.L.) aconsejó en contra de la oferta. Apoyando a Lewis, los miembros de la C.I.O. se retiraron de la Junta, y Lewis desafió la amenaza gubernamental de usar tropas para solucionar el estado de huelga. Para ese punto la NDMB "paró de funcionar como una junta." Eventualmente el Presidente negoció una conciliación, lo cual al final benefició la posición del sindicato. Con la entrada de Estados Unidos a la inminente guerra, Roosevelt disolvió la NDMB.
Wyzanski había sido contratado en el tribunal federal de Massachusetts a inicios de diciembre, y Cox, quien era incapaz de trabajar con el director de la Junta, William Hammatt Davis ("nosotros nunca nos pudimos llevar bien"), se sintió abandonado. Sin embargo a través de una intervención hecha por el juez Hand (sin avisarle a Cox), se le ofreció a Cox un puesto en la oficina del procurador general.: n.16 

#### Oficina del procurador general

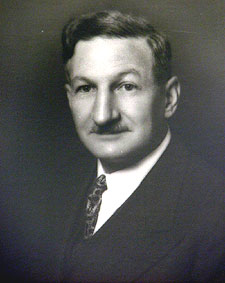
El Procurador General Charles Fahy, para quien Cox trabajó, "tenía una resistencia firme, un carácter duro, principios fuertes,
pero su en su manera de ser era muy callado y sencillo."

En la oficina del procurador general, Cox era el más joven de los siete u ocho asistentes que trabajaban para Charles Fahy. No obstante, era algo prestigioso el simplemente trabajar ahí, y los abogados tenían mucha independencia. La carga de trabajo de Cox involucraba la revisión de decisiones hechas por varias divisiones del Departamento de Justicia (Civil, Impuestos, Tierras, Antimonopolio y Criminal) al igual que la búsqueda de la revisión de casos por la Suprema Corte del Tribunal del Circuito o cerciorarse de las decisiones relacionadas con las agencias federales independientes (La Junta Nacional de Relaciones Laborales (NLRB por sus siglas en inglés), S.E.C. y la I.C.C.). Cox generalmente le entregaba sus reportes al primer asistente. A él también le habían asignado los informes de la Suprema Corte o las peticiones dirigidas a la Suprema Corte escritas por los abogados en la oficina del fiscal general. Cox debía editar y reescribir los informes antes de que Fahy o su secretario los revisaran. Fahy también tenía a Cox argumentando en el caso de NLRB en el Tribunal del Circuito. El caso más memorable, del que platicaría una y otra vez, fue el primer caso en el que apareció ante la Suprema Corte, meramente para confesar un error. Sin embargo la Corte acordó 4-4, y Cox más tarde fue capaz de decir que él fue el único abogado que perdió tanto su primer como su último caso ante la Suprema Corte por decisión no unánime.
A pesar del trabajo desafiante, Cox era incansable. Él había llegado a Washington a ayudar en las tentativas de guerra, y sentía un poco de culpa de que su hermano Robert estuviera sirviendo en el norte de África y que él no estuviera haciendo su parte. Al final de la sesión de la Corte en 1943, Fahy "liberó" a Cox cuando surgió la oportunidad de trabajar en la oficina del Coordinador de Economía Externa (OFEC por sus siglas en inglés).

#### En el Departamento de Estado con Finletter
Thomas K. Finletter llegó a Washington como un asistente especial del Secretario de Estado Cordell Hull, y se volvió director de la OFEC, la cual lidiaba con la procuración de los materiales estratégicos de los países neutrales y otros temas relacionados con los fondos extranjeros. Algo muy interesante para Cox fue que él actuaba como el líder del Comité de Aliados Unidos en el norte de África. Cuando Robert Cox supo del cambio de puesto de Cox, él guardó la esperanza de que Archie pudiera ser enviado al norte de África en donde se pudieran reencontrar, pero no pudo ser dado que a Robert lo mataron poco tiempo después de que Cox aceptó el puesto.
El puesto que tuvo en el Departamento de Estado tampoco le duró mucho tiempo. Cox sospechó que Finletter "era un tanto ambicioso". Él tenía la esperanza de poder convertirse en el responsable de los aspectos económicos de la Europa que se estaba volviendo a ocupar. En lugar de esto, los telegramas que llegaban dejaron de serle enviados—de este modo el Departamento de Estado dio la señal del término del proyecto. Al final del año de 1943, Cox recibió una llamada del Secretario de Trabajo Frances Perkins, quien le ofreció a Cox un trabajo de procurador adjunto en el Departamento de Trabajo. Una vez más la oferta de dicho puesto fue gracias a una intervención del Juez Hand y Wyzanski.

#### Procurador en el Departamento de Trabajo
Como procurador adjunto, el trabajo de Cox en el Departamento de Trabajo era el supervisar las implicaciones de las leyes federales del trabajo a nivel de la Corte del Distrito. Cox tenía un equipo de ocho abogados en Washington y supervisó las oficinas regionales del Departamento, incluyendo el decidir cuándo un abogado regional podía traer una demanda. La mayoría del litigio involucraba problemas de salarios y horas bajo el Acta de los Estándares Laborales Justos. Su experiencia en la oficina del procurador general le permitió manejar la mayor parte del trabajo de apelación. Por la virtud de su puesto, Cox también se sentaba ocasionalmente como un miembro público alternativo de las disputas por salario y el establecer tasas de salarios predominantes e incrementa bajo el Acta Davis-Bacon.
Cox se quedó en su puesto hasta que Perkins se fue en el verano de 1945. La guerra en Europa había terminado, la guerra en el Pacífico estaba a punto de empezar, y Archie y Phyllis decidieron regresar a Boston. La oferta en Ropes & Gray aún estaba en pie.

### Profesorado en Harvard y arbitraje laboral
Cox volvió a Ropes & Gray con la intención de pasar su carrera profesional ahí. En lugar de esto, él estuvo ahí por cinco semanas. El Decano Landis de la Escuela de Leyes de Harvard le ofreció un puesto a Cox como maestro de prueba en el otoño de 1945. Cox aceptó el puesto, a pesar del corte substancial en su salario, no obstante decidió tomarlo bajo la condición de que él no enseñaría temas de personas jurídicas o propiedades. Landis aceptó; su expectativa era que Cox debería convertirse en un experto nacional en el derecho laboral. Adicionalmente, Cox empezó a enseñar el tema de responsabilidad extracontractual. Más tarde también enseñaría los temas de competencia desleal, mandato y el derecho administrativo. Se volvió un profesor permanente durante el año escolar de 1946-47, una época en la que la escuela de derecho aumentó mayormente en el número de alumnos inscritos en el bum posguerra. Durante los años de 1947-48 Cox también se ofreció como voluntario designado por la Suprema Corte para representar a los indigentes acusados y le fueron designados dos casos de prisioneros de la Penitenciaria del Este de Pensilvania en Filadelfia. En un caso obtuvo una anulación con fundamento en que el acusado había sido privado de asistencia consejera durante la fase de sentencia, en donde un abogado podría haber prevenido una interpretación errónea en el registro previo del acusado. En el otro caso la Corte acordó, sobre 4 disensos, la posibilidad de una aplicación errónea de las leyes habituales para los delincuentes de Pensilvania, a pesar de que el acusado no fue representado en la sentencia. Cox también se volvió un panelista frecuente en conferencias legales y judiciales.
Al principio, Cox empezó escribiendo artículos en los problemas laborales para revistas arbitradas por pares en 1947. Con el paso del tiempo su escritura de volvería un trabajo prolífico. En el mismo año se convirtió en un miembro del Panel Nacional de Árbitros en la Asociación Americana de Arbitraje y comenzó una larga carrera como árbitro laboral. Los procedimientos a los que Cox se presentaba iban desde "confrontaciones a nivel local como las que surgían en juntas escolares a casos mayores interestatales como el caso de la Compañía Consolidada Edison de Nueva York y la Corporación de Petróleo de Nueva Inglaterra." Las disputas laborales usualmente involucraban problemas con el salario, la contratación, los ascensos, y demandas por despidos. En 1948, él publicó su primer libro "moderno" de casos con discusiones en materia de derecho laboral, un trabajo de 1400 páginas, el cual un crítico encontró "inquietante" sin embargo concluyó de manera general que "la selección de material era excelente." El libro de casos con discusiones fue el primero en destacar (casi exclusivamente) el acuerdo de negociación colectiva, el cual el Acta Wagner había puesto en el centro de las relaciones industriales. Antes del escrito de Cox dichos cursos principalmente abordaban temas de conflictos industriales.
Cox comenzó su asociación en esta época con John T. Dunlop, un economista laboral que se había unido a la facultad de Harvard un año antes que Cox. Su pensamiento se influenciaría mutuamente, y los dos colaboraron en dos artículos en los años cincuenta y estarían involucrados en arbitrajes similares (particularmente en la industria de la construcción). Más tarde también se involucraron en los esfuerzos de mediación en casos similares de salarios federales. Los dos (Cox en la ley y Dunlop en la economía) se volverían las personas influyentes más importantes en el desarrollo de un modelo legal para las relaciones industriales, lo que los detractores del último movimiento de estudios críticos legales llamarían "pluralismo industrial"— un modelo que "promovió las políticas de la negociación colectiva libre, sindicalismo responsable, participación restringida por parte de los trabajadores en la administración, y un derecho restringido para hacer huelgas. Pluralistas industriales veían al estado como un grupo neutral que trata a los trabajadores organizados con justicia a tal punto que este funciona dentro del esquema." El rol de Cox en desarrollar esta perspectiva fue más allá de la escritura académica, e incluyó su rol en varias agencias gubernamentales, su participación en paneles y simposios, su trabajo en asociaciones profesionales, sus recomendaciones y consejos en el proceso de hacer políticas y, obviamente, a través de sus estudiantes. Cox también debería hacer ocasionalmente borradores de deudas, como lo hizo por tres legisladores Republicanos estatales de Massachusetts quienes buscaban romper un compromiso entre la deuda contra el litigio de la AFL-CIO y la negación de los Republicanos de modificar las prácticas de la corte estatal acerca de los litigios problemáticos, sin notificación, en un grupo de disputas laborales así como los casos de reconocimiento y seguridad sindical.

## Regulador de salarios y principal académico experto en la ley laboral

### Regulador de salarios
La experiencia de Cox como árbitro, su colaboración con Dunlop y otros más en idear una política laboral construida alrededor de soluciones colectivas, y su propia creencia en el poder de la razón y la buena fe lo llevó a concluir que los resultados óptimos para los trabajadores y la industria podrían lograrse sin ejercer coerción por (o por parte de) ningún partido. Y cuando hubo interés por parte del gobierno involucrado, él firmemente creyó en la habilidad de las nuevas juntas tripartitas de tipo "Nuevo Pacto" (New Deal) para alcanzar resultados óptimos tanto para las partes privadas como para las públicas, incluso a pesar de su propia experiencia en la NDMB. Además estaba tan seguro de lo útil que resultaría esto que estaba dispuesto a recomendarla incluso en tiempos de paz.
En 1947 la mayoría de las políticas liberales extranjeras creían que un programa masivo de recuperación para las democracias europeas era necesario para prevenir el sucumbir ante la agresión soviética o a la subversión ejercida por la ideología totalitaria. Como respuesta a la petición urgente por los académicos de Columbia, el Congreso autorizó medidas cautelares. Pero existía el temor de que el nivel de asistencia necesitado supondría una presión inflacionaria intolerable en la economía de los Estados Unidos. Esta vez fue la facultad de Harvard la que propuso una sugerencia: un programa de asignación para moderar la demanda, restringir el crédito y si era necesario controlar los precios. La política de salarios no estaba específicamente enumerada no obstante el que estuviera el nombre de Cox en la lista hacía claro que sería parte de las "medidas anti-inflacionarias agresivas" a las que se recurrirían. Esa primavera, el alivio que trajo la ayuda comenzó bajo el Plan Marshall pero no se introdujo ningún mecanismo para intervenir con la economía y los salarios especiales para reemplazar la Junta Nacional de Estabilización de Salarios, la cual había concluido en 1947.
Sin embargo, dentro del margen de dos años, la completa movilización para la guerra trajo de vuelta los mecanismos de salarios, esta vez bajo la nueva Junta de Estabilización Bélica y los programas relacionados con esta. La escuela de Leyes de Harvard se había preparado desde el inicio, patrocinando un programa para abogados practicantes en aspectos legales de la movilización en el cual Cox y Dunlop hablaron acerca de la estabilización de salarios y la solución a las disputas industriales. Ambos fueron requeridos para estar en juntas. Desde los años de 1951-51 Cox trabajó (sin compensación alguna) como codirector de la Comisión de Estabilización en la Industria Constructora, una junta que lidiaba con los salarios en una industria con problemas laborales distintos.
El esquema de control de salarios se vino abajo con la huelga del acero en 1952. Ansioso por mantener la producción, Truman embargó a la industria del acero sin autoridad del Congreso. Cuando la decisión fue anulada por la Suprema Corte, el Congreso reemplazó a la junta con una en la que, dado que se inhabilitó el poder de los grupos de salarios, tanto la C.I.O. y la A.F.L. aceptaron participar. Truman, usando su poder para designar un receso, asignó a Cox para dirigir la nueva junta. Cox declaró que a pesar de sus limitaciones, él estaba "determinado a hacerlo funcionar."

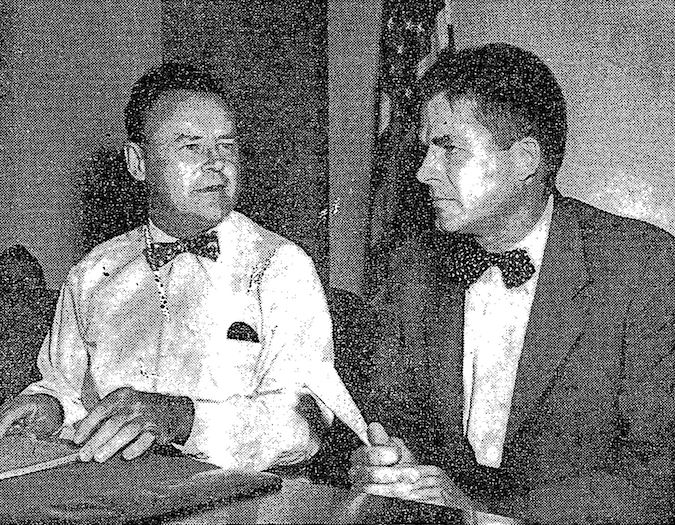
El Director de la Junta de Estabilización de Salarios Roger Putnam y el Presidente de la misma, Archibald Cox.

No obstante, la tendencia a apilar los casos por ser resueltos molestó a Cox. Él le dijo a la junta de la sección de Relaciones Laborales del Colegio de Abogados de Estados Unidos en San Francisco: "Cada mañana mi desayuno se estropea por leer acerca de otra promesa del aumento de salarios que tiene pocas probabilidades de ser aprobada bajo las políticas actuales de estabilización." Pero en el primer caso que él condujo, la junta aprobó un aumento de 10¢ por hora para 25,000 empleados del fabricante de aviones North American Aviation, los cuales producían una gran cantidad de naves militares, aunque el aumento fue 50% más de la cantidad permitida bajo la política anterior de la junta. Después de la decisión, los miembros de la industria se reunieron con Cox para presentar su dimisión. Él les pidió que no se defraudaran aún de la junta, diciéndoles que proponiendo una nueva, un tanto más alta, tasa de salarios como un caso de una política uniforme, una constantemente mantenida, aseguraría la estabilidad de los salarios. Ellos aceptaron quedarse.
El caso que sería la ruina de la junta involucró al Sindicato de Mineros, justo como el caso que llevó a la perdición a la NDMB. Poco después del discurso de Cox a la ABA, la industria del carbón acordó con los mineros, que trabajan en la industria del carbón de hulla, un aumento de sueldo de $1.90 por día más un aumento en los beneficios.
Se volvió claro que John L. Lewis, una vez más, tenía a su equipo listo para defender cada parte de su ganancia. Cuando una compañía rehusó incluir el aumento en la paga de los mineros hasta que la junta de estabilización aprobó el acuerdo, 700 mineros marcharon afuera de la mina en Harrisburg, Illinois, y había el temor de que una "huelga silenciosa" se expandiría entre los otros 375,000 mineros de carbón de hulla en los Estados Unidos. A pesar de que Cox prometió la revisión inmediata del aumento de salarios, una semana después, cuando la huelga se había extendido a 117,500 mineros, Cox planeó anunciar la postergación de la votación una semana más dada la sugerencia del director de la junta Roger L. Putnam, pero los representantes laborales se negaron y Cox canceló el anuncio. En el último día disponible para decidir, el 18 de octubre de 1952, la Junta desautorizó cualquier aumento superior al $1.50 por día. Al anunciar la decisión Cox dijo: "Un programa de estabilización de salarios bajo la cual una excusa fue encontrada para aprobar cada aumento pedido por un grupo poderoso sería un fraude." Los mineros entraron en paro laboral, mientras Lewis asediaba a la junta: "Cuatro agentes de la Asociación Nacional de Productores, ayudados por un profesor de la Escuela de Leyes de Harvard y su trío de asistentes diletantes y tímidos, de un cabal a robar 40 centavos por día de cada minero." El Presidente primero intervino para solucionar el paro, y después de que Putnam aceptó la decisión de la junta, el 3 de diciembre, la revocó y restableció el aumento de sueldo. A pesar del consejo de Dunlop y otro amigo, Cox renunció al día siguiente. Algunos colegas vieron esto como un acto innecesario de "tratar de lucirse o impresionar" y un mal servicio al Presidente, particularmente dado que Cox hizo de su renuncia un espectáculo muy público de "principios" en lugar de hacer una renuncia silenciosa y también porque soltó una reacción en cadena con los miembros de la industria presentando sus renuncias, la Cámara de Comercio rehusó reemplazarlos y finalmente se dio la renuncia de Putnam por frustración.
Los pocos meses que pasó en Washington mancharían su reputación durante muchos años con los conservadores recordando constantemente recordando que él era un "regulador de salarios y precios" y los liberales que lo veían como alguien "vanidoso, que se ofendía fácilmente y de principios muy altos." Cox regresó a Harvard pensando que nunca volvería a participar en el gobierno nacional.

### Los años cincuenta en Harvard
Al regresar a Cambridge había rumores de que Cox podría suceder a James Bryant Conant como Presidente de la Universidad de Harvard. El puesto en lugar fue para Nathan Pusey, Cox regresó a una carrera que consistía en 3 partes: enseñar, asociaciones profesionales y el arbitraje, y ser un escritor académico.
Como académico, Cox era considerado un experto en sus áreas de estudio, pero como maestro era considerado como seco, distante, rígido y excéntrico. Aún a pesar de su reputación por ser distante, él ofrecía parte de su tiempo libre para ayudar en asesorías a los alumnos, juzgar un tribunal simulado y apelar competencias de defensa y dar consejos de la carrera. Él también enseñó regulaciones laborales para líderes laborales selectos como parte del "Programa del Sindicato de Trabajadores" de Harvard.
Para hacerse tiempo y dedicarse a sus actividades profesionales, Cox programó sus clases para el comienzo de la semana. Conferencias fuera de la ciudad, juntas del colegio de abogados, arbitrajes y trabajo relacionado podría hacerse al final de la semana. Cox fue elegido presidente del Comité de Legislación Estatal de la Sección Legislativa de Relaciones Laborales de ABA (1948–49) y después sería secretario de la Sección (1954–58). Él hizo el borrador de la legislación para las legislaturas estatales con una base no partidista. En 1958, él se convirtió en miembro del Comité Consultivo del Sindicato de Libertades Civiles de Massachusetts. Él continuó presentándose a arbitrajes y otros paneles. Un panel innovador fue uno establecido en Filadelfia por el Sindicato Internacional de Tapiceros que requirió un grupo foráneo para supervisar la disciplina sindical. Cox fue nombrado moderador de este panel. Entre los grandes arbitrajes que Cox presenció figuran los dos arbitrajes más grandes de ferrocarriles que involucraba a los ingenieros en 1954 y 1960, en el cual él y un economista de Princeton llamado Richard A. Lester eran dos miembros neutrales. En Nueva Inglaterra, él arbitró disputas entre sindicatos y directivos en las industrias textiles y maquinarias.
Sin embargo, fue con esta escritura académica y su trabajo en el colegio de abogados que Cox se convirtió en una influencia inmensa en el campo laboral. Su escritura era tan prolífica que el decano Griswold se refería a Cox cuando necesitaba un ejemplo del tipo de resultados académicos que él buscaba por parte de la facultad. Dado que la cima de su carrera académica también coincidió con la promulgación de las leyes que definían las relaciones industriales, su trabajo, usualmente el primero de cualquier tema nuevo, influenció el pensar de la Suprema Corte. Un estudiante suyo y después colega, Derek Bok, describió esta influencia:

En los cincuenta, el Acta Nacional de Relaciones Laborales era relativamente nueva, y el Acta Taft-Hartley estaba en su infancia. Durante la década, la Suprema Corte tuvo una serie de oportunidades para aclarar el significado de la negociación de la buena fe, el enfoque del arbitraje imperativo, el estado legal del arbitraje, y otros problemas importantes de la política que se habían dejado al aire por el Congreso. Caso tras caso, cuando la mayoría alcanzaban el punto crítico de la decisión, los magistrados se basarían en uno de los artículos escritos por Archie.
Derek Bok

Adicionalmente al efecto directo en las decisiones de la Suprema Corte, la escritura académica de Cox influenció a otros académicos y practicantes que ampliamente lo citaban. El periódico de Estudios Legales (The Journal of Legal Studies) puso a Cox en una lista como uno de los académicos legales más citado del siglo XX. El contexto que desarrolló, primero en los dos artículos con Dunlop en los años de 1950-51, y después elaboró solo, se convirtió en una perspectiva estándar tanto del Acta Wagner como del Acta Taft-Hartley. Estos asumían poder equitativo de negociación entre los sindicatos y las direcciones e interpretó las leyes laborales (comúnmente al contrario del lenguaje de las leyes mismas) para restringir los derechos individuales de los empleados a menos que esto fuera el objetivo del agente negociador, para prohibir los temas en los cuales la dirección es requerida a negociar acerca de prácticas pasadas, para permitirle a los sindicatos el no exigir derechos por ley que de otra manera se le darían a los empleados y en general para defender la noción de que la ley laboral debería ser interpretada para promover la paz industrial sobre el desarrollo del poder económico en el trabajo. La estructura permaneció como la perspectiva dominante de las relaciones federales laborales hasta finales de los cincuenta cuando preocupaciones por la participación de los miembros comenzó a moldear las políticas. Sería Cox y su trabajo con el senador Kennedy acerca de las deudas, que se convertiría en el Acta Landrum-Griffin, que iniciaría el nuevo esquema.

## Asesor del Senador Kennedy y su rol en la administración de Kennedy

### Asesor de Kennedy, después partidista

#### Experto laboral de Kennedy
En 1953 el joven y ambicioso John F. Kennedy, nuevo en el Senado, decidió que las relaciones laborales serían el área donde se especializaría para empezar la construcción de un currículum político y legislativo para usarlo en futuros proyectos políticos. Él le escribió a Cox en marzo de 1953 invitándolo para testificar ante el Comité del Senado en el Bienestar Laboral y Público. Fue natural que buscara a Cox como su aliado. Él fue un votante a favor de Kennedy y compañero del alumnado de Harvard. Aún más importante, él fue un experto académico nacionalmente reconocido en la ley laboral y fue un liberal Demócrata con una predisposición para los temas laborales. Cox testificó el 30 de abril para hacer varias posibles correcciones del Acta Taft-Hartley relacionando la jurisdicción y los boicots secundarios. Los dos tuvieron un almuerzo después de esto, sin embargo no salió nada de este proyecto.
Cuatro años más tarde, Kennedy se convirtió en un miembro del Comité McClellan, del cual sus audiencias acerca de la corrupción laboral empezaron prácticas indeseables por líderes en la materia laboral. La participación de Kennedy en las audiencias volátiles televisadas brindaron un alto riesgo (al comprometer el apoyo laborar), una oportunidad con una recompensa alta (al incrementar la exposición pública) que requirió la elegancia política basada en el conocimiento sustancial. Lo que centró la atención en Kennedy fue que su hermano era el consejero principal del comité y los debates de Robert Kennedy contra el líder de la hermandad internacional de camioneros, Jimmy Hoffa, durante sus revisiones fueron fascinantes. El mismo Kennedy se convirtió en el presidente del Subcomité del Trabajo, y así, con la perspectiva de salirse de los problemas de regulación respecto a las prácticas de los líderes del sindicato, le escribió a Cox en abril del año de 1957 pidiendo que Cox juntara un grupo informal de académicos expertos para aconsejarle en reformas laborales específicas. El grupo de académicos laborales seleccionados por Cox, el cual estaba limitado a considerar problemas de la administración interna de los sindicatos y tratar abusos que se descubrieron por el Comité McClellan, encontrados durante el otoño e invierno de 1957 y entregaron en diciembre un reporte escrito para Kennedy lidiando con fideicomisos, afiliaciones sindicales, expulsiones y elecciones sindicales. Los esfuerzos del grupo fueron útiles para Kennedy, además de la legislación, Kennedy era capaz de desarrollar buena publicidad para su "cerebro de confianza" con solamente dar pistas vagas de lo que proponía hacer. A propósito de la legislación, Kennedy le preguntó a Cox que hiciera el borrador del proyecto. Cox lo hizo y lo mandó el enero de 1958.: n.16  Yendo en contra del consejo de Cox (quien sabía que Kennedy no estaba lo suficientemente preparado para el estilo brusco de los líderes laborales), Kennedy decidió mostrar el proyecto propuesto a los líderes laborales (a los cuales Cox se refirió con el término un poco despectivo de "trabajador rayado" (labor skate)) incluyendo a George Meany y a A.J. Hayes. Como Cox lo explicó, ellos "le dieron problemas." En las audiencias del comité, Meany dio un testimonio "muy hostil, muy duro". Cuando Kennedy trató de asegurarle que la legislación fue producida por académicos que eran amigos del trabajo, Meany le contestó: "Que Dios nos salve de nuestros amigos." Kennedy era capaz de manejar de manera habilidosa la consideración del subcomité acerca del proyecto, desviando las preocupaciones de los republicanos y atrayendo la atención hacia él mismo. Los republicanos dirigieron su hostilidad hacia Cox, quien ellos conocían estaba detrás del proyecto, y que era guiado por Kennedy y brindó la estrategia legislativa. Stewart McClure, secretario del comité, dijo que los republicanos odiaban a Cox, porque sus enseñanzas le permitían a Kennedy esquivar todas las preguntas y tratar puntos difíciles con "la precisión de un cirujano."
Con el copatrocinador Republicano Irving Ives, quien prestó su apoyo, el proyecto se dio a conocer como la propuesta Kennedy-Ives. Cox pasó mucho tiempo en Washington durante la primera mitad de 1958 aconsejando a Kennedy, lidiando con el sindicato de representantes y siendo vicepresidente de Kennedy en las reuniones privadas con los legisladores. Cuando la propuesta llegó al Senado, pasó 88-1. La junta de la editorial del New York Times llamó a la propuesta "un triunfo de moderación y una poderosa combinación de eficacia política y de principios." En particular alababa el abordaje político del Reporte del Comité (diseñado en su mayoría por Cox), quien procuró asegurarlo en contra de la corrupción mientras que al mismo tiempo mostraba la atención "ni para perjudicar al gobierno en la materia laboral ni para debilitar a los sindicatos en su rol como representantes negociadores de los empleados." No obstante, como el Times lo había advertido, la propuesta fue enviada a su fin político en la Casa en el periodo de la Administración de Eisenhower, pensando que las medidas rudas en los sindicatos eran necesarias, formaron una coalición que incluía a los Demócratas sureños y la derrotaron.

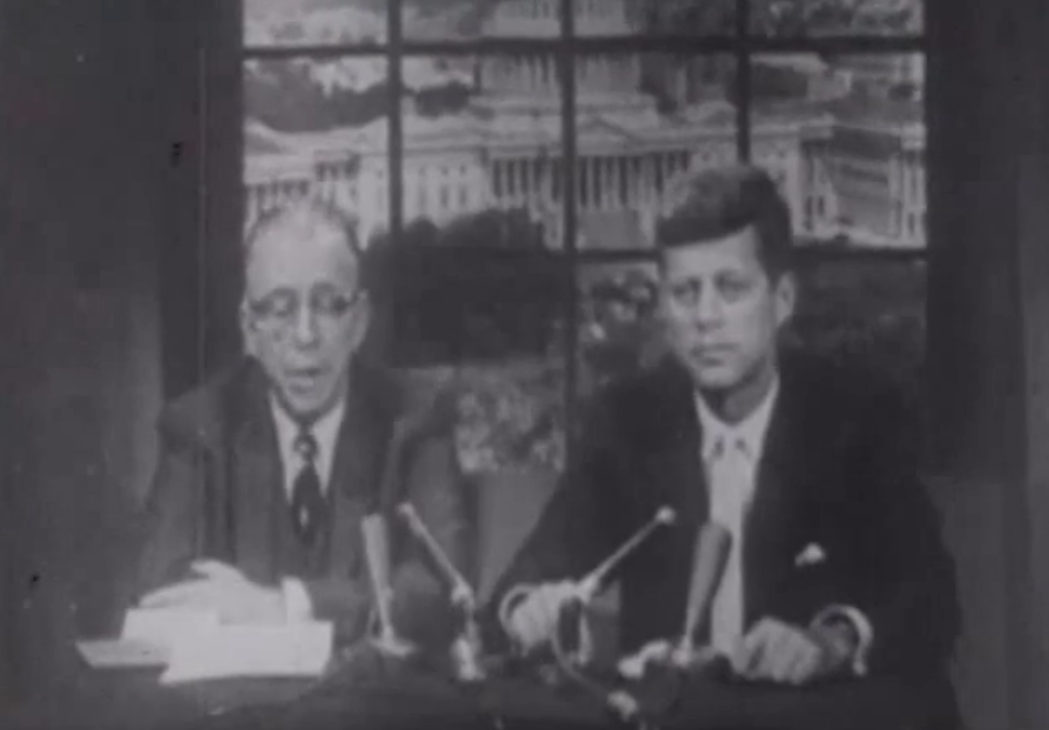
Los Senadores Ives y Kennedy responden al rechazo de su propuesta de reforma laboral en la Cámara de los Representantes. Kennedy: "Aquellos que rechazaron esta propuesta tendrás que aguantar una carga pesada por el chantaje que continuará pasando inadvertido."

 Kennedy reinstauró su propuesta (ahora con el senador Ervin como su copatrocinador) en la sesión de 1959. Esta vez el esfuerzo rindió sus frutos, y creyendo que las elecciones de noviembre de 158 le habían dado un voto favorable en la Casa, ellos demandaron "endulzantes" en el sentido de leyes para el Acta Taft-Hartley. Cox alentó el problema con la medida anticorrupción del sindicato se quedara fuera de cuestión de las prácticas laborales permitidas, y en esto Kennedy fue solidario. Pero los líderes sindicales querían un "premio" por su apoyo. Kennedy respondió al obtener la aprobación para una comisión del Listón Azul (Blue Ribbon) para estudiar los problemas; Cox fue nombrado presidente y la comisión incluyó a Arthur Goldberg, David L. Cole, Guy Farmer y W. Willard Wirtz. Al final, Kennedy aceptó los "endulzantes" para los trabajadores, y Ervin quitó su nombre de la propuesta. Al mismo tiempo, el senador McClellan propuso una "Carta de Derechos" laborales la cual tendría secciones drásticamente expandidas de las intervenciones convertidas en casos internos del sindicato. Kennedy y Cox fueron capaces de hacer un borrador sustituto el cual reducía la mayor parte de las provisiones anti-sindicales. Cox tomó la nueva versión al consejo de McClellan, Robert Kennedy, quien a mucha sorpresa por parte de Cox, se opuso a ella. Cox concluyó que a Robert Kennedy le faltaba solidaridad e incluso entendimiento de la organización en materia laboral. Fue el comienzo del recelo con el que Cox miraba a Robert Kennedy. El senador Kennedy simplemente ignoró la oposición de su hermano. Al haber trabajado de manera tan diligente para acomodar todas las posiciones, Kennedy envió la propuesta revisada (sin la "Carta de Derechos" de McClellan) al Senado en donde fue aceptada en abril de 1958, por una votación de 90-1.
Mientras, la Administración Eisenhower y los negocios de cabilderos fueron usando los detalles morbosos en las audiencias de McClellan para presionar a que los demócratas sureños y a los republicanos se les ocurrieran propuestas no solo de regulación de casos internos sindicales sino también reduciendo las actividades sindicales permitidas y la negociación del poder. La propuesta que se aprobó en la Casa fue patrocinada por el Demócrata de Georgia Phillip Landrum y por el Republicano de Míchigan Robert Griffin. Adicionalmente a la imposición de una regulación más extensiva de los casos sindicales internos, produjo que las leyes del Acta Wagner prohibieran cierto tipo de actividades sindicales, como ciertos boicots secundarios y ciertos piquetes conectados con las actividades organizacionales, eliminando los acuerdos "hot cargo" (en los cuales de le prohibía a los empleados lidiar con compañías que tenían disputas laborales) y le dio jurisdicción estatal por sobre temas en los que la NLRB negó ejercitar su jurisdicción. La propuesta pasó por una votación de 303-125, impresionando a los oficiales laborales tanto porque era sustancialmente más anti-sindical que cualquier cosa que el Senado haya contemplado, incluyendo la propuesta de Kennedy del año de 1957, y porque juzgaron mal los resultados de la elección de 1958. Su única esperanza estaba en la habilidad de Kennedy de salvar lo que él podía en la junta entre las cámaras para reconciliar ambas propuestas. Kennedy lideró la junta y trajo a Cox como su líder asistente.
Cox estaba "sorprendido" ante la rudeza y caída de la conferencia del comité. El Senador Dirksen trató de obstruirlo al decir que "no tenía ningún trabajo que hacer ahí." Después, en al menos dos ocasiones, Cox fue personalmente insultado en un modo que fue totalmente fuera de su experiencia. El congresista Conservados del Norte de Carolina Graham Arthur Barden se quejó de que estaba cansado de "estos intelectuales minuciosos..." Landrum en un berrinche señaló a Cox y lo llamó "comunista". En ambos casos Kennedy atacó de vuelta, diciéndole a Barden que él estaba "enfermo y cansado de sentarse ahí y tener que defender a mi asesor una y otra vez..." y respecto a Landrum, su "temperamento irlandés" (como lo llamaba Cox) se mostraba tanto y el descubrimiento que él hizo de Landrum fue tan severo que la junta tuvo que ser aplazada para dejar que ambos lados se calmaran. Al final, después de las negociaciones extendidas, la propuesta fue finalmente acordada, y se volvió el Acta de Manejo Laboral para el Reporte y Cierre. Fue sustancialmente más anti-sindical que la propuesta del Senado, pero las provisiones menos complejas de Kennedy gobernando los casos sindicales internos permaneció intacta. Las prohibiciones acerca de la actividad sindical de la propuesta de Landrum-Griffin permaneció por igual, pero Kennedy rescató los "endulzantes" de Taft-Heartley. Después de todo, años más tarde Cox concluyó que "había cosas que podrían estar mejor, pero no había salido tan mal." Por su parte, Kennedy no trató de tener su nombre en el resultado, y se conoció como el Acta Landrum-Griffin. Sin embargo, mostró que Kennedy podía maniobrar una pieza compleja de legislación desde el inicio hasta el final, una parte importante de su currículum para la búsqueda de la nominación a la presidencia del año siguiente. Cox después se dio cuenta de que «esto fue su mayor logro legislativo». La preocupación caía en que a pesar del esfuerzo, podría costarle el apoyo de los trabajadores. Y mientras esta propuesta permanecía como su único logro legislativo, Cox se enteraría más tarde de que él realmente no tenía "ningún interés en los temas laborales del todo. No creo que esto capturara su interés." Por su parte Cox dejó conclusiones no placenteras acerca del proceso: "Después de vivir la mayoría de su vida en una comunidad racional, ver la Casa de Representantes en el trabajo es una de las vistas más desalentadoras del mundo."

#### Líder de la campaña de Kennedy "Brain Trust" (Cerebro de confianza)
En el otoño de 1959, después de que el trabajo en el Acta Landrum-Griffin se había acabado, Kennedy le confió a Cox el secreto de que iba a postularse como presidente. En el enero de 1960 le escribió a Cox para formalmente pedirle que encabezara sus actividades para "utilizar talento intelectual en el área de Cambridge" y después "manejar el grupo de veinte o treinta profesores" en sus actividades para él."  Cox trajo consigo un gran número de expertos eminentes en la política de varias áreas para que estuvieran en contacto con Kennedy. Aunque muchos eran escépticos de su candidatura (y algunos habían sido leales o se habían inclinado más hacia Adlai Stevenson o Hubert Humphrey), Kennedy se los ganó en una junta en el Club de Harvard en Boston el 24 de enero. En el periodo que se acercaba a la Convención Demócrata en julio, Cox actuó principalmente como un "estimulante" para presionar a varios académicos que mandaran memorandos para Kennedy o para encontrar académicos que abastecieran a Kennedy con posiciones políticas en temas específicos. Aunque hasta antes de la Convención, Cox no había reclutado extensivamente más allá del área de Boston, él tenía al menos a una persona contratada de la Universidad de Colorado y entrevistó a algunos académicos en Stanford. A pesar de que el número no era muy grande antes de la nominación, ningún otro contendiente Democrático, ni siquiera Stevenson, había hecho un esfuerzo para reclutar a partidarios intelectuales.
Como con el caso del grupo informal de asesores laborales de Cox, Kennedy estaba ansioso por usar los contactos de Cox no solo por su experiencia sino también por el brillo que le daba a su campaña. Un artículo del Trimestre del Congreso en abril, impreso en muchos carteles locales, nombraba a Cox y a otros asesores de Cambridge como una clave del tipo de políticas que Kenny usaría. "De los talentos políticos de John F. Kennedy ninguno ha sido más útil para él que su habilidad de atraer a hombres capaces a su causa," el Times dijo en la mitad de la Convención. La descripción de Cox de sus asesores académicos estaba designada para recordar al "cerebro de confianza" de Roosevelt. "Más ideas se producían de Cambridge, Mass., en donde una galaxia sobresaliente de escolares habían hecho un cerebro de confianza informal para el Senador Kennedy."

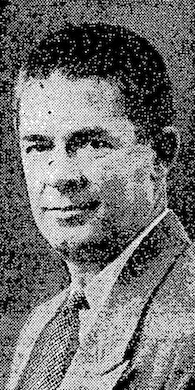
Archibald Con en abril de 1960.

Después de la Convención de Los Ángeles, Kennedy ahora nominado, le pidió a Cox que se mudara a Washington para tener un rol expandido, contratando escritores de discursos y coordinando el talento académico. Cox aceptó, y después Kennedy le preguntó claramente a Cox si creía poder llevarse con Ted Sorensen y explicó que tenía "miedo de que Sorensen fuera a obstaculizar su camino entre él y Kennedy." Cox asumió que sí podía. Cox había estado inadvertido de que Sorensen había estado ya en el trabajo, el febrero pasado, tratando de seccionar y minimizar los esfuerzos del grupo de Cox. Sorensen le dijo a Joseph Loftus que trabajaba en el Times que el grupo de Cambridge era "algo como un chisme en lugar de un hecho." Sin embargo, Cox pronto descubrió que Sorensen siempre "estaba terriblemente preocupado acerca de ser despedido" y protegía a Kennedy de los consejos independientes incluyendo los de Cox.
Cox organizó la oficina en Washington D. C., contrató a otros escritores de discursos y solicitó investigaciones de otros académicos. Cox pronto se enteró de que los discursos que su grupo escribió no eran usados en los eventos de la campaña. Cox más adelante reconoció que su manera de escribir los discursos era "incluso para el año 1960, anticuada", llena de estadísticas y el estilo de Roosevelt detallaba explicaciones de las políticas. Cox le escribió a Sorensen (quien trabajaba con Kennedy) buscando una delimitación de roles, pero nunca estuvo satisfecho con el resultado. Cox trató de forzar un cierre al ir a reunirse con Sorensen y Kennedy en Minneapolis el primero de octubre. En el avión de la campaña Sorensen hizo un escándalo al decir las verdades de Cox, diciéndole que sus discursos eran inadecuados para los eventos de las campañas. El 11 de octubre, Kennedy le dijo a Schlesinger que él no estaba al pendiente de dicha relación y se arrepentía de la tensión entre Sorensen y Cox, pero dijo que Sorensen era "indispensable" para él. En vista de la actitud posesiva de Sorensen, Kennedy incluso sugirió que Schlesinger evitara a Sorensen y se comunicara con él a través de Jackie. Cox pasó el último mes de la campaña en Washington con el espíritu derrotado. Antes de que se marchara de Washington, justo antes del día de la elección, Kennedy le aconsejó a Cox que podría ser de ayuda durante la transición (si Kennedy ganaba). Cox le contestó con expresiones "agrias" y no comprometedoras, dando a entender su decepción con su rol en la campaña.
A pesar de la decepción de Cox, el trabajo de la unidad que hizo los discursos fue vital para Sorensen y Dick Goodwin al brindarles mucho más contenido, hechos argumentados y frases de contra argumentos ocasionales de los discursos duros hechos para la campaña. El grupo de Cox, junto con Robbert Kennedy y Myer Feldman, quien lideró la investigación de la oposición de Kennedy, también hicieron referencia a los hechos diarios para la prensa, independiente del candidato que estaba en la carrera. Así mismo, la investigación que fluyó por medio de Cox hacia la campaña brindó los inicios del muestreo de la opinión que informó el abordaje de los candidatos a las audiencias.  Sin embargo, la respuesta de Cox para Kennedy terminó con cualquier oportunidad de que él participara en la transición.

### Procurador general de los Estados Unidos

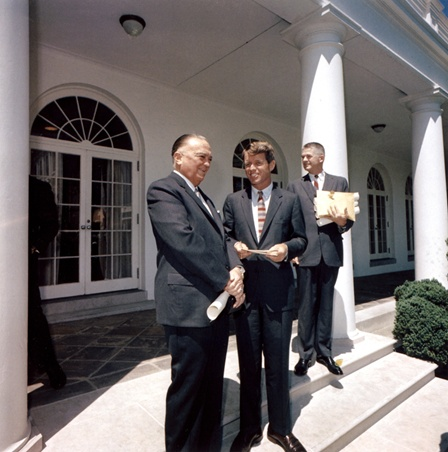
Director del FBI J. Edgar Hoover, abogado general Robert F. Kennedy y el procurador general Archibald Cox en Rose Garden el 7 de mayo de 1963.

A pesar de que públicamente minimizó la idea de que él estaba siendo considerado para el cargo público, Cox estaba preocupado de que a él le podrían ofrecer un lugar en la NLRB o un puesto secundario en el Departamento Laboral. Ningún puesto significaba nuevos desafíos para él, pero se preocupaba acerca de qué tan propio era rechazar los puestos. Antes de irse a su celebración familiar Navideña en Windsor, Anthony Lewis, escritor del Times, le avisó que había sido escogido para ser procurador general. Cox decidió que si esto era cierto, él le diría al presidente electo que necesitaba tiempo para pensar el asunto. Pero cuando Kennedy llamó, interrumpiendo un almuerzo familiar, él aceptó inmediatamente. Cox no se enteró sino mucho después de que su colega de la escuela de derecho, Paul Freund, quien él había recomendado para el puesto, lo había rechazado y había recomendado a Cox. El siguiente mes Cox apareció ante el Comité Judicial del Senado para las audiencias de confirmación, pero su reputación era tal que la audiencia solo duró diez minutos; incluso el líder minoritario Dirksen, quien conocía a Cox por la época de Landrum-Griffin, dijo que él "estaba bastante impresionado con sus habilidades legales..."
En casi el siglo que la cámara había existido antes de que Cox formara parte de ella, el procurador general, como abogado del gobierno ante la Suprema Corte, era increíblemente influyente. Cox ocupó el puesto en el momento en que la Corte Warren estaba a punto de involucrar a la Corte en problemas que nunca antes de habían considerado como apropiadas en materia jurídica, en una época en la que el país estaba lista para que la Corte decidiera varios asuntos de justicia social y derechos individuales. Cox estaba consciente del tiempo primordial de la Corte y se enfrentó y lo explicó en un discurso justo antes del comienzo del primer Término en el que él serviría:

Una enormemente extraordinaria proporción de los problemas más fundamentales de nuestros tiempos últimamente han sido presentados ante la Suprema Corte para ser determinados jurídicamente. Estos son los problemas en los que la comunidad, de manera consciente o inconsciente, está profundamente dividida. Han surgido desde las emociones más profundas. Su solución- de una forma u otra comúnmente escribe el futuro de nuestra historia. Quizá es una exageración el implicar que en los Estados Unidos hemos desarrollado una facilidad extraordinaria para emitir preguntas sociales, económicas, filosóficas y políticas en forma de acciones legales y demandas de equidad, y después voltear y ver que las cortes deciden basándose en contextos sociales, económicos y filosóficos. Es simplemente verdadero que nosotros ponemos ante la Suprema Corte la carga de decidir casos que nunca se presentarían ante la rama jurídica en ningún otro país.
Archibald Cox

Cox comenzó su defensa de la Suprema Corte al escoger un caso para argumentar que él anunciaría un nuevo énfasis puesto en los derechos civiles.

#### Derechos Civiles y casos tratados
Durante la introducción tradicional del procurador general a los miembros de la Corte, Justice Frankfurter tuvo una charla extensa con su exalumno. Justice le aconsejó a Cox que el primer caso que tratara debería de ser algo que involucrara a la ley criminal. Cox consideró la recomendación a fondo, pero se encontró con objeciones vigorosas de su asistente Oscar Davis quien argumentó que los derechos civiles eran el problema legal más importante que enfrentaba el país y que Cox debería dirigir el nuevo compromiso de la administración a luchar por ellos como su primer caso. Cox aceptó y seleccionó el caso de la Plaza de Autoridad de Burton vs. Wilmington. El caso, presentado por un afroamericano que fue excluido de rentar un restaurante privado de un edificio que era propiedad del estado de Delaware, enfrentó directamente a la Corte con las limitaciones de la garantía de la Decimocuarta Enmienda que hablaba de la "protección igualitaria frente a la ley" formada por el muy aclamado Caso de los Derechos Civile de 183 que sostenía que la garantía de la constitución solamente se empleaba contra la "acción estatal". Cox convenció a la Corte de que el hecho acerca de que el restaurante fuera un arrendatario estatal así como una franquicia, que estaba localizada en un edificio de estacionamiento desarrollado por el estado para promover el negocio, y, como "evidencia" impuesta por Cox de su propia visita a la escena, que el edificio tuviera una bandera de Delaware en frente del mismo apuntaba a que el estado tenía una "participación colectiva" con el restaurante, lo cual era suficiente para invocar a la Decimocuarta Enmienda. La Corte estuvo de acuerdo. Este fue el comienzo de la dilución de la Corte del requisito de la "acción estatal" en casos de discriminación racial.
En mayo de 1961, el movimiento de derechos civiles, guiado por James Farmer del CORE inició lo que se convertiría en una ola de confrontaciones no violentas en contra de la discriminación en el tránsito público y en otros alojamientos. La Oficina del Abogado General bajo la supervisión de Robert Kennedy tomó medidas activas para proteger a los manifestantes en la política local y de la indiferencia política o contra la complicidad activa de la violencia de los que se resistían. Cox estuvo regularmente involucrado en las juntas sobre las actividades de diarias del Departamento de Justicia, mientras que al mismo tiempo se preparaba para argumentar en los casos que buscaban anular las convicciones de la corte estatal acerca de los manifestantes de los derechos civiles (bajo varios abusos e incluso desfiles sin permiso legal). Cox se contactó con Robert Kennedy y llegaron a ser cercanos, y mientras ambos tenían estilos completamente diferentes (Kennedy era impulsivo y un tanto arrogante en los principios legales; Cox era precavido para no cometer equivocaciones que podrían hacer que el movimiento se acabara o comprometer a la Corte en alguna posición que pudiera costarles legitimidad), Cox desarrolló admiración por Kennedy. Impaciente por un abordaje poco a poco, Robert Kennedy, y aún más importante la comunidad de derechos civiles, particularmente Jack Greenberg del Fondo de Defensa Legal NAACP, solicitó una eliminación de la doctrina de "acción estatal", argumentando que los restaurantes eran "portadores comunes" de temas que llevaban a la Decimocuarta Enmienda o que el mero acto de forzar un abuso de la ley usado para que continuara la discriminación privada era suficiente "acción estatal". Cox no creía que la Corte haría un cambio tan radical con algo que tenía un precedente de ochenta años. Así que en cada caso él argumentaba bajo motivos estrictos lo cual no requería que la Corte invalidara los Casos de Derechos Civiles, y en cada caso que él ganaba bajo esos motivos, en el proceso hacía furioso a Jack Greenberg quien argumentaba en esos mismos casos que se debía abordar de manera más amplia. Sin embargo, el abordaje cauteloso le hacía ganar a Cox mucha credibilidad con la Corte, la cual llegó a darse cuenta de que él no los iba a guiar a terrenos con consecuencias que tuvieran un futuro incierto. No obstante, después de innumerables casos, incluso la Corte pidió hacer un informe acerca de la doctrina de "acción estatal" en el caso de Bell vs. Maryland en 1962. Cox tomó una postura un tanto más avanzada argumentando que en donde el abuso de las leyes fuera usado para enjuiciar a los manifestantes de los derechos civiles en estados como Maryland en donde había una historia de segregación racial por costumbre y ley, entonces la discriminación era parte del cumplimiento suficiente para remitir a la acción estatal. Aunque incluso su postura decepcionó a los activistas por los derechos civiles y el Departamento de Justicia, prevaleció, pero tomando en cuenta tres desacuerdos (incluyendo el de Justice Black), sugiriendo que una regla más amplia debía de ser rechazada por una mayoría. El problema sería debatido por una legislación de alojamiento público, la cual Cox ayudó a preparar y a defender ante la Corte en 1965.

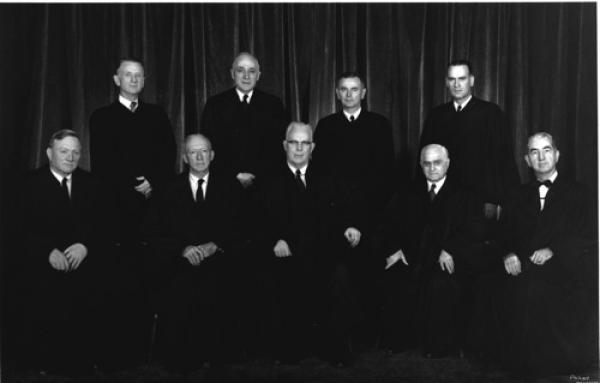
La composición de la Suprema Corte del 13 de octubre de 1958 al 28 de marzo de 1962. De la fila superior, de izquierda a derecha: Charles E. Whittaker, John M. Harlan, William J. Brennan, Jr., Potter Stewart. La fila de abajo, de izquierda a derecha: William O. Douglas, Hugo L. Black, Earl Warren, Felix Frankfurter, Tom C. Clark.

#### Reorganización de casos
Los casos que le dieron más problemas a Cox durante su ocupación, y el área en donde difería más con Robert Kennedy, involucraba la distribución errónea de los votos de los distritos. Durante los años fallidos de re-asignar los distritos electorales en las legislaturas estatales, produjeron distritos ampliamente mal proporcionados, con áreas rurales que tenían menos votantes que los distritos urbanos como resultado de la urbanización de América. El resultado fue una dilución del voto urbano con resultados políticos acordes a la situación; la corrección beneficiaría de forma política a los Demócratas, mientras que la mala proporción era un obstáculo para la legislación que mejoraba la porción de votantes citadinos, a las minorías y a los pobres. El problema era que Justice Frankfurter había escrito en una decisión de pluralidad en 1964 que estos problemas se sumaban a una cuestión política- un tema no muy apropiado para que la Corte le diera una solución. Por otra parte, dado que los intereses políticos estaban fijados, y aquellos con un poder desmesurado no era probable que renunciaran a este gran porcentaje, una solución política era improbable. Pero un caso surgió en Tennessee el cual se veía ideal para probar esa regla. Tennessee no había reorganizado su legislatura desde 1919 y, como resultado, había distritos urbanos que tenían once veces más ciudadanos que los distritos rurales. Cox decidió someter un informe amicus curiae apoyando los demandantes en Baker vs. Carr. El caso fue argumentado una vez en abril de 1961 y re abierto en octubre. Entre este tiempo, Cox fue sometido a una acometida no muy placentera por parte de Frankfurter en una cena pública y con preguntas incansables del argumento de octubre. Sin embargo, cuando la decisión fue anunciada, a Frankfurter solo se le unió Harlan; el resultado fue 6-2. El primer caso fue más sencillo de lo que Cox esperaba. La retención fue relativamente reducida, simplemente dándole jurisdicción a la corte federal, y siguió los puntos en el informe de Cox. Pero Cox había tenido muchas más dificultades con los casos que siguieron, porque él no podía convencerse de que la historia o teoría legal podría demandar un estándar de un voto por hombre en todos los casos. Él desarrolló después lo que le llamó un "grupo de criterios altamente complejos", pero al final cuando la Corte finalmente instaló el estándar de un voto por hombre, simplemente hizo que la regla general estuviera sujeta a todas las excepciones que Cox había tratado de entrelazar en sus estándares propuestos. Como el secretario del Jefe de Justicia de Warren después le dijo "todo lo que el Jefe hizo fue tomar tu informe y lo volteó y escribió excepciones al voto por persona que cubrían todos los casos que tú habías tratado de excluir mediante esta fórmula complicada." El caso fue Reynolds vs. Sims, 377 Estados Unidos 533 (1964), el cual sostuvo que las elecciones distritales debían ser arduamente proporcionales a la población.

#### Política, justicia y la ley
En 1962 la Corte cambiaría cuando hubo dos vacantes, involucrando los puestos de dos jueces conservativos, ambos evidentemente víctimas del caso Baker vs. Carr. Poco tiempo después de descubrir el resultado de ese caso en marzo de 1962, a Cox se le informó que Charles Evans Whittaker anunció su renuncia. Cox escribió una carta de arrepentimiento. El juez inmediatamente llamó a Cox, lo invitó a su cámara y le aconsejó que la agonía de decidir el primer caso de reorganización "simplemente lo mató." El siguiente mes, Justice Frankfurter tuvo in infarto. Cuando Cox lo visitó, después de su retiro en agosto, Frankfurter "le susurró- él no podía hablar fuerte y claro, pero le había susurrado algo que parecía decir que fue la postura del gobierno, en su argumento en el caso de Baker y Carr, que produjo su primer infarto y lo llevó a forzar su retiro." Cualquiera que fue la causa, el Presidente tenía dos puestos que llenar, y Cox era al menos un candidato lógico. El nombre de Cox no fue incluido en el primer puesto, pero Kennedy quería adelantarse al momento para elegir a un conservador que los Demócratas sureños colocaran y de inmediato seleccionaron al Abogado General suplente Byron White, por no ser un académico estricto de Harvard, lo cual Kennedy sentía que caracterizaba muchos de sus recientes encuentros. Para el segundo puesto, el Presidente inicialmente propuso a Freund para reemplazar a Frankfurter, pero Robert Kennedy argumentó que Freund había rechazado la cita que tomó Cox y como Cox "había hecho un buen trabajo", él merecía el puesto más que Freund. Al final el Presidente se sintió limitado para designar a un judío al puesto de"Brandeis-Frankfurter", y designó a Arthur Goldberg. En cuanto a Freund y Cox, el Presidente le dijo a Schlesinger: "Yo creo que habrá tiempo para todos." Poco después de que White fue designado, Cox atendió a una cena en la que el retirado Stanley Reed le dijo a Phyllis: "Que mal que Archie nunca se convertirá en un magistrado, [...] es como un péndulo; se columpia hacia atrás y hacia adelante. Si se columpia fuera de su rango y te pega cuando columpia en tu dirección, entonces te nombran en la Corte. Si se columpia en tu dirección, pero no llega, nunca se columpiará más adelante en otra ocasión, así que nunca lo obtendrás." Cox dijo que tomar esto muy a pecho le ahorró mucha "esperanza y deseo".
Archibald Cox era la única persona en el Departamento de Justicia que tuvo una relación personal con el Presidente (además de su hermano, el Abogado General). Kennedy ocasionalmente usaba la relación para comprometer a Cox directamente en problemas legales que le interesaban. Entre dichos problemas había problemas legales en la legislación brindando préstamos con bajos intereses para la construcción de escuelas religiosas, salarios y control de precios durante el aumento de precios del acero en 1962, investigación en la conexión con la interferencia de oficiales de gobierno con la administración de James Meredith en la Universidad de Misisipi y la solución de los problemas de "cúmulos de lodo" entre el gobierno federal y Mississippi.
La relación entre Cox y Robert Kennedy creció a ser cercana con el paso del tiempo. Cox, como muchos otros, creían que Robert, quien se graduó a la mitad de su clase en la escuela de Leyes de Virginia y nunca había hecho prácticas, tenía insuficientes cualidades para la oficina. Los escrúpulos de Cox iban más atrás, al tiempo en el que apoyó a la "carta de derechos" de McClellan para los miembros sindicales. Pero con el tiempo él creció a confiarle y admirar a Robert. Robert por su parte siempre permaneció respetuoso y diferente de Cox en materia legal. Él nunca le ordenó a Cox que tomara alguna postura ante la Suprema Corte, pero comúnmente lo cabildeaba. Al llamar a repetidas juntas en donde los magistrados podían expresar sus opiniones, él empujaba a Cox hacia la postura de un voto por hombre en los casos de reorganización, por ejemplo. Kennedy nunca convenció a Cox para pedirle a la Corte que anulara los Casos de Derechos Civiles y la doctrina de la acción estatal, pero las circunstancias hicieron que el Presidente y el Abogado General buscaran una solución legislativa.
El año de 1963 fue una época en donde se incrementó la violencia en el sur contra los afroamericanos, ya que los segregacionistas juntaban cada vez más resistencia. La Administración decidió darle la espalda a la política de confiar en los derechos individuales de los votantes y las demandas de desegregación acompañadas por órdenes ejecutivas y juntas para presionar la legislación de los derechos civiles. El 28 de febrero, Kennedy propuso su primera acta de derechos civiles, la cual incluía "medidas tímidas" para asegurar los derechos del voto. Los Demócratas sureños obstaculizaron el acta en el Senado. Después del intento hecho por el Gobernador Wallace de prevenir la integración de la Universidad de Alabama por medio de quedarse en la puerta de la escuela el 11 de junio, Kennedy hizo de los derechos civiles una cruzada moral y tenía lista la legislación para introducirla en la Cámara el 19 de junio. Una provisión central fue el alojamiento público. El Presidente y el Abogado General se hicieron cargo del acta. Cox no tenía un rol en el borrador de la legislación, pero la apoyó públicamente. El 20 de noviembre, Cox fue a la fiesta de cumpleaños del Departamento de Justicia hecha para Robert Kennedy. Durante la celebración el Abogado General hizo un discurso largo y modesto acerca de todos los problemas que él había "resuelto". Cox le dijo a Ramsey Clark que él creía que eso había causado la decisión de Kennedy de irse del departamento (por estar exhausto y desilusionado) y predijo que él se iría el siguiente mes. Dos días después el Presidente fue asesinado en Dallas.

#### Después de Kennedy
El Abogado General suplente Nicholas Katzenbach tomó el cargo de Abogado General. La primera solicitud del acto de Abogado General fue que Cox lo acompañara a ver al Jefe de Justicia y le solicitó que encabezara la comisión para investigar las circunstancias alrededor del asesinato del presidente Kennedy. Cox era reacio, creyendo que Warren debía de rechazar la solicitud, porque tendría un impacto adverso en la Corte. Él estuvo de acuerdo pero le pidió que Katzenbach no lo tuviera tratando de persuadir al Jefe de Justicia. Al final Warren rechazó la solicitud, y los dos magistrados se fueron. En una hora el Presidente lo llamó y solicitó un encuentro con él. Warren se rindió. Él dijo en 1969 que por esto, se volvió "el año más infeliz de su vida."
La legislación de derechos civiles que Kennedy fue incapaz de ver aprobar durante su vida recibió el impulso necesario con su muerte y las habilidades legislativas del presidente Johnson. En 1964, el proyecto del alojamiento público pasó como la Ley de Derechos Civiles de 1964. El ataque constitucional obvio en la legislación fue su constitucionalidad bajo la Decimocuarta Enmienda porque solicitaba la regulación de la conducta que no fuera la "acción estatal". Sin embargo, Cox y el asistente del Abogado General y la cabeza de la División de Derechos Civiles Burke Marshall, fundaron la legislación del poder de regular el comercio interestatal del Congreso. Aunque ambos, John y Robert Kennedy, habían cuestionado las posibilidades de la Cláusula de Comercio, ellos nunca la objetaron. Cox no tenía dificultades en tener a la Corte manteniendo el estatuto basándose en la vez que argumentó los casos de Octubre.
Después de una victoria en las elecciones, Johnson usó su discurso del Estado de la Unión en el enero del año de 1965 para, entre otras cosas, prometer un acta de derechos de voto. Fue Cox el que desarrolló el primer borrador. El mecanismo planeado por Cox era el proveer una presunción de la ilegalidad de una lista de prácticas incluyendo pruebas de alfabetización y medidas similares si el estado tenía una historia de baja participación votante por parte de las minorías como se mostraba en las estadísticas de los votos. En dados casos la carga se inclinaba al estado para probar un intento sin discriminación. El mecanismo permaneció como el corazón de la legislación a través del proceso legislativo. Ambos, Ramsey Clark y Nicholas Katzenbach, admiraron el mecanismo por su destreza legal y liderazgo (porque este evitaba la necesidad de probar la intención de la discriminación). Antes de que el proyecto fuera enviada al Congreso, Cox respondió a una pregunta en la Corte, la cual fue usada por el columnista sindical Drew Pearson para avergonzar a Cox ante el nuevo Presidente. El 20 de enero, Cox le pidió a la Suprema Corte que cambiaran una decisión de la corte menos que sostenía que el gobierno federal no tenía el poder de demandar a un estado que alegaba una violación de la Decimoquinta Enmienda por medidas discriminatorias dirigidas a los afroamericanos. Cox argumentó con bases estrictas que el gobierno tenía dicho poder. Cuando la Corte le preguntó a Cox si estaba pidiéndole a la Corte que quitara los estatutos, Cox respondió que él no estaba haciendo eso, solamente que el caso debía mandarse al panel de las 3 cortes. La opinión de la Corte, dada el 8 de marzo, enfocaba este intercambio de tal modo que algunos intuían que Cox había dejado ir una oportunidad dorada. La columna de Pearson declaraba que Cox le había costado dos años al movimiento de los derechos civiles en procesos de litigio, y por eso él sugería que Johnson reemplazara a Cox como procurador general.
El Acta de Derechos Electorales de 1965 debatió el caso, y Cox debería de defender exitosamente la legislación ante la Corte, pero él lo hizo como abogado privado. En el verano después de la victoria de Johnson, Cox ofreció su renuncia para que Johnson pudiera escoger a su propio Procurados General. Aunque Cox amaba hacer su trabajo, él ignoró las objeciones fuertes hechas por Katzenbach. Johnson aceptó su renuncia el 25 de junio de 1965.
El Jefe de Justicia Warren estaba "muy descontento por las noticias" de que Cox no fue reasignado. El Senador Kennedy entregó un tributo por parte del bienestar del Senado. Incluso años más tarde sus colegas en el Departamento de Justicia alabaron su servicio. John W. Douglas, por ejemplo, dijo que "él fue el mejor procurador general que el departamento había tenido..." John Seigenthaler estuvo de acuerdo y lo consideraba "el mejor". Los estudiantes de la oficina estaba de acuerdo. Lincoln Caplan lo llamó uno de los tres más respetados procuradores generales en la historia (junto con Robert H. Jackson y John W. Davis). Incluso el crítico Victor Navasky dijo que Cox fue "por acuerdo general uno de los procuradores generales más distinguidos de la historia de la oficina..." Como procurador general, él personalmente trató más de 80 casos ante la Corte, ganando el 88% de ellos. Un estudio de los ocho procuradores generales entre los años de 1953 y 1982 encontraron que Cox era el más liberal, llenando los informes liberales con el 77% de los casos. El litigio de la Suprema Corte era su maestría, tanto asó que él continuaría haciéndolo en el futuro incluso (o especialmente) cuando no recibía honorarios.

## Harvard en los años sesenta: la ley Constitucional y los disturbios estudiantiles
En 1965, Cox regresó a la Escuela de Leyes de Harvard como profesor visitante, enseñando una materia en la ley constitucional moderna y una sección de la ley criminal. Pronto fue nombrado el primer receptor de la cátedra Samuel Willson. Aunque él ocasionalmente escribía acerca de la ley labora, sus intereses ahora eran la ley constitucional y el rol de la ley en la sociedad. Sin embargo, muchos izquierdistas vieron este abordaje a la Constitución como estrecho en materia legal, visto desde la perspectiva de los pocos privilegiados. Un artículo que él presentó a la Sociedad Histórica de Massachusetts en 1965 fue publicado en 1967 en un libro con artículos escritos por Mark DeWolfe Howe y J.R. Wiggins llamado Los Derechos Civiles, la Constitución, y las Cortes, consistiendo de publicaciones presentadas en la Sociedad Histórica de Massachusetts en 1965 y publicado en forma de libro en 1967. La contribución de Cox, "Acción directa, desobediencia civil y la constitución", argumentaba que la "acción directa" en la violación de una ley "simplemente válida" (opuesto a las leyes simplemente no constitucionales) no era permitido. A la mitad de la antiguerra, anti-establecimiento, los derechos civiles de los militares y con otras perturbaciones de los años sesenta, las propuestas de Cox parecían ingenuas, paulatinas y fuera de alcance. Un revisor lo llamó "un anacronismo incluso antes de su publicación." Consistiendo de solamente "desesos piadosos", dijo otro. El concepto de Cox como la torre de marfil liberal. Más preocupado con la santidad de la ley que con aquellas preocupaciones de los oprimidos fue algo plasmado por Victor Navasky en 1971 en su publicación "El Magistrado Kennedy", la cual estaba basada en abogados del Departamento de Justicia y dos abogados institucionales de los derechos civiles de un tímido y simpático Cox requiriendo el constante empujón de Kennedy para hacer movimientos "regañadientes" que estuvieran lejos de su postura inicial conservadora en los derechos civiles y los casos de reorganización.
Ni un político ni un burocrático, Cox nunca respondió a las críticas públicas. Él siempre se limitaba a enseñar y fuera de ello mayormente se dedicaba actividades pro bono. Poco después de dejar el gobierno, él representó al demandante en Shapiro vs. Thompson, en el cual él persuadió a la Corte que quitara el tiempo de espera de un año que tenía Connecticut para que los nuevos residentes pudieran recibir beneficios AFDC como una carga deshecha en el "derecho de viajar". Él consultó con Robbert Kennedy, ahora Senador de Nueva York, los problemas laborales, particularmente la huelga de tránsito de Nueva York de 1966. Cox había sido propuesto por el alcalde John Lindsay como miembro de un panel para mediar la disputa pero el sindicato de tránsito le objetó (y a otros nueve) con las bases de que no tenía experiencia en materias de tránsito. Al principio de 1966 Cox fue un miembro de un panel para mediar la disputa entre la NCAA y la AAU por el control de los atletas novatos en los Estados Unidos. Lindsay designó a Cox como líder de un panel de tres hombres para encontrar hechos e investigar el contexto de las demandas de los profesores de la Ciudad de Nueva York. El trabajo del panel no llegó a algo, los profesores hicieron una huelga por la violación de la Lew de Taylor, y Cox estaba atorado pagándo $1,000 para rentar el salón el cual la ciudad había fallado en reembolsar.
Cuando se trataba de política, Cox no siempre hacía equipo con los Demócratas. En1966 arregló tener una recepción para el Gobernador Republicano Elliot Richardson en el Club de la Facultad de Harvard, la cual resultó en un número de otras ayudas prominentes de Kennedy y Harvard apoyando su apuesta por ser abogado general estatal. Sin embargo, cuando se trataba de la apuesta de Robert Kennedy para la nominación Demócrata para ser Presidente en 1968, Cox fue un colaborador prominente.
Cox no participó en la campaña primaria de Kennedy. En lugar de eso, se encontró examinando una instancia de la vida real acerca de la acción directa en contra de las leyes válidas- el levantamiento estudiantil de Columbia en abril de 1968. Dos y media semanas después de que los estudiantes de Columbia ocuparan los edificios los cuales eran casa de la administración y de la oficina del Presidente (23 de abril) y una semana y media después de la respuesta violenta de la policía la cual los desalojó (30 de abril), Cox fue llamado por el profesor en ley laboral de Columbia, Michael Sovern, un miembro del comité selecto de la facultad quien, llenando el vacío creado por la ausencia del presidente Grayson Kirk, intervino para calmar la situación, pidiéndole a Cox que encabezara un panel para investigar las causas del levantamiento.
Un mes estando en el trabajo del panel, Cox se enteró de que el senador Kennedy había sido asesinado. Él viajaría a Washington para hablar en su funeral frente a sus ex-colegas del Departamento de Justicia: "Nosotros caminamos por los pasillos y nada ha cambiado, pero en los adentros de nuestros corazones hay un vacío doloroso. Nuestro líder e ha ido y ya nada es lo mismo", él dijo.
Después de tomar evidencia, Cox trabajó todo el verano y se puso al corriente con la fecha límite del panel de hacer un borrador que se convertiría en un reporte de 222 páginas, publicado el 5 de octubre. Mientras la conducta estudiantil era criticada, el reporte trataba las acciones ilegales o violentas como poseídas por una minoría pequeña. En lugar de esto, la mayor parte de la culpa caía en los pies de las autoridades. La administración actuaba en una "manera autoritaria", y la facultad, excluida de la administración, era caracterizada por ser "distante". En cuanto las prioridades de la escuela, la administración "regularmente ponía los problemas de los estudiantes al final". Las relaciones de Columbia con sus vecinos pobres y en su gran parte compuestos de minorías estaban caracterizadas por ser "indiferentes" y crueles, descubriendo que molestaba a los inquilinos. El reporte criticando la falta de un plan por parte de la administración de lidiar con los disturbios, cayendo en su lugar en "la improvisación evasiva". El panel en general alababa el comité ad hoc de la facultad pero concluía que había esperado mucho para llamar a la policía para recuperar el edificio. La "brutalidad grupal" de la policía "causó violencia en una escala horrenda". Cox escribió que aunque los estudiantes habían iniciado la violencia o habían cometido crímenes no era "razón o disminuía la culpa que caía en la policía".
De vuelta en Cambridge, Cox le aseguró a la facultad que dado que Harvard no estaba localizada en un ambiente urbano denso y que Harvard tenía prácticas institucionales que alentaban la comunicación entre los estudiantes y la facultad, él no creía que un levantamiento así ocurriría en Harvard. Sin embargo, la siguiente primavera trajo alborotos estudiantiles los cuales serían una plaga en Harvard durante los siguientes 3 años. El 9 de abril de 1969, los estudiantes protestando la presencia de la ROTC en el campus se apoderó de la Sala Universitaria. Esa noche el presidente de Harvard, Nathan Pusey, se determinó a usar a la policía para desalojar a los ocupantes. El siguiente día 400 policías locales y estatales en atuendo de protesto (algunos se quitaron sus placas), de manera forzada quitaron a los estudiantes, golpeando y pateándolos, lastimando a 41 (incluyendo al editor de educación de la revista Life) y arrestando a 91 (incluyendo a un reportero del Washington Post). Una junta con 1,500 personas, tanto estudiantes y la facultad, ese día se reunieron para hacer un boicot de clases. El rumor se esparció en el campus y Cox aconsejó el uso de la policía, porque parecía similar a las críticas de la falla del comité que había tratado Cox en el reporte del panel. Cox evitó declaraciones públicas.
Aunque un número sustancial de la facultad se organizó en oposición a las acciones del Presidente Pusey, Cox se encontró alineado con la administración y asignó varias tareas para crear orden incluyendo el convertirse en el procurador de la universidad contra los estudiantes ante el cuerpo disciplinario llamado el Comité de Derechos y Responsabilidades. En el otoño de 1969 las protestas estudiantiles comenzaron a girar en torno al Centro para Asuntos Internacionales por su conexión con los intereses de la defensa americana y su cofundador (con Henry Kissinger) Robert Bowie (para quien la hija de Cox, Sally, trabajaba). Pusey le preguntó a Cox que fuera líder del comité (compuesto por la facultad con refuerzos militares y legales) para lidiar con los disturbios estudiantiles. A través de este comité, Cox se convirtió en el solucionador de problemas de la universidad en cuanto a los altercados estudiantiles. Cox estaba forzado a hacer decisiones improvisadas de cuando evacuar los edificios como resultado de amenazas de bombas, cómo manejar los paros estudiantiles y cuándo usar a la policía. Durante el periodo de 1972 cuando los disturbios gradualmente se redujeron, Cox vio una inauguración interrumpida por manifestantes, un bombardeo del Centro para Asuntos Internacionales (sin dejar a nadie herido), un edificio quemado (en el cual un bombero se lastimó, por lo cual Cox y la Universidad fueron demandados). Cox recibió atención nacional por su rol en un incidente. El 26 de marzo de 1971, un "registro de mostrador" fue organizado por los estudiantes conservadores para que hablara un orador pro-guerra. Los manifestantes anti.guerra llegaron para hundir los discursos. Cox tomó el micrófono para apelar por la tolerancia y para denotar las virtudes de la libertad de habla, pero al final se fue con los oradores a través de un pasaje subterráneo después de haberle dicho a los manifestantes acerca de "la acción disciplinaria que esto les ocasionaría". Cuando testificó en la audiencia, él admitió que fue "modesto" pensar que él podría callar a la gente. Sin embargo él fue aclamado por el intento por los conservadores. La columna sindical y nacional de John P. Roche, comparando a los manifestantes con los nazis, llamó a este intento "noble". El Jefe Magistrado Warren E. Burger también le dijo al biógrafo de Cox que fue una de las defensas más memorables acerca de la libertad de habla en los "tiempos modernos".
En 1972 los disturbios estudiantiles desaparecieron, y Cox fue capaz de enfocarse de nuevo en su carrera profesional externa para hacer una investigación por parte de un comité selecto de la legislatura estatal respecto a la disciplina apropiada de un juez estatal. Más allá de los descubrimientos del caso específico, Cox recomendó el desarrollo de un código de ética jurídico escrito.

## Procurador especial de Watergate

### Términos del compromiso
Cox estaba en Berkeley el 16 de mayo de 1973, cuando el secretario de Defensa Elliot Richardson, el candidato del presidente Nixon por el puesto de procurador general, lo llamó para preguntarle si iba a considerar tomar el puesto de Fiscal Especial en el caso Watergate. Cox se había despertado esa mañana, el día antes de su cumpleaños en el que cumplía 61 años, sin tener audición alguna en el oído derecho (una condición que su médico le diría días después que era permanente), lo cual templó su entusiasmo por el trabajo y tal vez hizo que Richardson estuviera dispuesto a hacer más concesiones para obtener su consentimiento. Richardson, por su parte, se estaba volviendo "desesperado" de acuerdo con su ayudante John T. Smith. Estaba claro que el Senado haría del nombramiento de un fiscal especial una condición de la confirmación de Richardson. El personal de Richardson había preparado una lista de 100 candidatos. Richardson no recordaba a cuántos había contactado antes de que contactara a Cox. Dado su respeto mutuo durante dos días de conversaciones telefónicas, Richardson fue capaz de satisfacer la preocupación de Cox sobre la independencia, y Richardson lo redujo a la escritura.
El resultado "compacto" fue extraordinario, incluso bajo las circunstancias. El enfoque decía: «todos los delitos que surjan de las elecciones de 1972 [...] que implicaran al Presidente, el personal de la Casa Blanca o nombrados por el presidente». Por lo tanto, no se limitaba al Watergate. La suposición de la responsabilidad de un caso se dejó a la discreción del fiscal especial, quien también tenía plena discreción para decidir «si, y en qué medida va a informar o a consultar con el fiscal general» sobre cualquier asunto que se investigue. Por tanto, la Casa Blanca perdió su acceso a la investigación. Y el Fiscal Especial obtuvo el derecho a discutir sus descubrimientos y avances con la prensa a su discreción. Por último, Cox podría ser despedido solamente por Richardson y solo por "irregularidades extraordinarias" -un estándar prácticamente imposible de cumplir. La importancia de la selección para la nominación de Richardson se remarcó por el hecho de que él trajo a Cox junto a su audiencia de confirmación ante el Comité Judicial del Senado. El senador demócrata Robert Byrd preguntó a Cox si necesitaba una autoridad más amplia. Cox respondió que ya tenía tomada "al sartén por el mango". Cox dijo que la única restricción que el Presidente o el Departamento de Justicia tenían sobre él era acerca de su despido. También prometió que iba a seguir la evidencia incluso si esta lo llevaba "«al despacho oval». Richardson fue confirmado.

### La reacción
El Presidente dio la bienvenida públicamente a la selección y, en consistencia con su nueva ofensiva de relaciones públicas, elogió la "determinación" de Richardson para llegar al fondo del asunto. En privado, Nixon hervía de ira. En sus memorias él dijo: "Si Richardson buscó específicamente al hombre a quien yo le confiaba menos, difícilmente podría haberlo hecho mejor." Sin embargo, Richardson pensaba que tenía el mejor hombre para el trabajo, porque una vez que Cox le aclaró al presidente que no habría ningún indicio que él coludiera con Nixon o incluso que él fuera empático con ello. Richardson quizá había sido engañado acerca de cuál era su tarea (y cuáles eran las verdaderas intenciones del Presidente) cuando el Presidente le dio instrucciones en la noche que Kleindienst fue despedido de "llegar al fondo del mismo" "sin importar a quién le duela". Richardson decidió "mantenerse firme" solo en dos cuestiones: las conversaciones presidenciales debían permanecer privilegiadas y los temas de seguridad nacional no debían ser investigadas. De lo contrario, "me importa un bledo lo que sea- Mitchell Stans-cualquiera". Si había alguna duda, el Presidente le insistió a Richardson: "Tienes que creer que yo no sé nada."
Sin embargo, el oficial Washington se mostró escéptico; Cox, pensaban, sería ineficaz; él era "demasiado suave- no lo suficientemente sucio." James Doyle, un reportero del Washington Star que más tarde se convertiría en el principal asesor de prensa para el grupo de Cox, describió su propia primera reacción al conocer a Cox: "Se sopone que los fiscales tienen los instintos de un tiburón; éste parecía más como de un delfín ". Que Cox estuviera en sintonía con la política de su situación era evidente cuando invitó a su toma de posesión al senador Ted Kennedy, el demócrata que Nixon odiaba y temía, así como a la viuda de Robert Kennedy, lo cual tuvo lugar en su antigua oficina de procurador general y le pidió a su antiguo jefe, el procurador general del presidente Roosevelt, Charles Fahy, que dijera el juramento. Esto convenció a Nixon de que Cox veía su trabajo como algo para derribar al presidente. Nixon ahora lo consideraba como una "víbora partidaria." Poco tiempo después, Cox ofendido a los demócratas del Senado, al revelar en una rueda de prensa una carta solicitando el senador Sam Ervin para que cancelara o al menos pospusiera las audiencias de Watergate del Senado para que pudiera familiarizarse con el procedimiento.  Ervin le dijo a la prensa: "la solicitud del profesor Cox es extraordinariamente arrogante."

### Puesta en marcha
Después de su toma de posesión el 25 de mayo de 1973, Cox regresó a Cambridge, en donde reclutó a dos profesores, James Vorenberg y Philip Heymann, para unirse a su personal. Los tres llegaron a Washington el 29 de mayo. Cox se enfrentó con informes que el equipo de fiscales federales bajo Earl J. Silbert estaba a punto de renunciar a menos que recibiera un voto de confidencialidad. Cox apeló a su sentido de profesionalismo sin hacer comentarios sobre cómo se manejaría el caso. Un problema más grande era el jefe de Silbert, Henry E. Petersen, un empleado de la carrera del Departamento FBI / Justicia fue nombrado Secretario de Justicia Auxiliar de Nixon, quien tenía reuniones regulares con Nixon, pero solo proporcionaría descripciones vagas a Cox y se negó a entregar su memorando en una reunión, reclamando privilegio ejecutivo en nombre de Nixon.
Cox llegó a la conclusión de que una de las principales prioridades era contratar a un abogado de juicio penal que era antes eminente para supervisar a los fiscales hasta que la oficina estuviera en marcha y luego tratar los casos después de las acusaciones. Convenció a James F. Neal, el procurador Estados Unidos, quien obtuvo la convicción de Jimmy Hoffa en 1964 por manipulación del jurado, y ahora se dedicaba a la práctica privada, de subir a bordo durante varias semanas para estabilizar la nave. Neal se quedaría hasta el final, ya que al final de cada período prometiendo solo unas pocas semanas más, y él se convirtió en el segundo hombre de Cox, elegido para ser el jefe abogado del caso.  Vorenberg se convirtió en el número tres y pasó mucho tiempo del periodo inicial contratando abogados. Vorenberg dividió la misión en cinco grupos de trabajo: El primero que firmó fue Thomas F. McBride quien dirigiría al grupo de trabajo en las contribuciones de la campaña y obtendría la convicción de George Steinbrenner. William Merril encabezaría el grupo de trabajo de los fontaneros. Richard J. Davis manejaría el grupo de trabajo que investigaría los "trucos sucios". Joseph J. Connolly dirigió la fuerza que investigaría el acuerdo antimonopolio de ITT. James Neal encabezó el grupo más grande, el grupo de trabajo de Watergate, que se ocuparía de la coartada e incluyó a George Frampton, Richard Ben-Veniste y Jill Wine Volner. Henry S. Ruth se convirtió en el suplente de Cox y Phil Lacovara se convirtió en el consejero de Cox. Con una mirada hacia el establecer una mejor relación con la prensa, Cox designado a James Doyle como su portavoz.

### Problema de afiliación
La Oficina del Procurador Especial no solo tuvo que ponerse al día con los fiscales federales. El comité del Senado Watergate estaba en la competencia por el testimonio de Dean, y las fuentes sugerían que estaban a punto de conseguirlo. El 3 de junio, los informes publicados dijeron que Dean declararía que él había hablado con el presidente sobre Watergate 35 veces. Al día siguiente, el portavoz suplente de la Casa Blanca admitió que los dos hablaban con frecuencia, pero insistió en que las discusiones fueron en apoyo de la nueva determinación del Presidente para llegar al fondo del escándalo. El portavoz admitió que había registros de todas estas conversaciones, pero que no iban a ser entregados sobre la base de que estaban cubiertos por el "privilegio ejecutivo". Antes de que Cox pudiera litigar el asunto de privilegio ejecutivo y su derecho a los documentos , él tuvo que diseñar una citación judicial razonablemente específica que pudiera ser ejecutada en los tribunales. Pero no tenía idea de cómo se organizaban los archivos de la Casa Blanca, por lo que programó una reunión con el consejo del Presidente el 6 de junio para discutir sus peticiones de los documentos.
El nuevo equipo de defensa del Presidente se compuso del demócrata Leonard Garment, el profesor de leyes constitucionales de la Universidad de Texas Charles Alan Wright y un verdadero seguidor de Nixon J. Fred Buzhardt. Cox hizo tres peticiones: el documento Petersen acerca de su reunión con Nixon, el memorándum de Petersen para Haldeman resumiendo la misma sesión y la cinta de la conversación entre Nixon y Dean mencionada por Petersen de la misma sesión. Vorenberg añadió una petición para todos los largos entre el Presidente y sus ayudantes clave a partir de junio de 1972 hasta mayo de 1973. Buzhardt dijo que solo el Presidente podía determinar lo que podía producirse. Garment y Wright discutieron sobre el privilegio ejecutivo, a lo cual Wright dijo que aplica no solo a los documentos presidenciales sino también los de sus ayudantes como Haldeman y Ehrlichman. En cuanto a la cinta de la reunión del 15 de abril con Dean, Buzhardt (falsamente) informó que no era una cinta de la reunión, pero en su lugar la cinta del citado hecho por el Presidente sobre la reunión a la que se hizo referencia. No se llegó a ninguna resolución, pero los abogados del presidente no rechazaron las peticiones inmediatamente.
El equipo legal del presidente emplearon el enfoque que se volvería familiar: afirmar una posición excesivamente amplia, equivocarse, retrasarse y luego abruptamente hacer concesiones parciales en la cara de la desaprobación popular percibida. Poco después de su reunión, Cox anunció una repentina conferencia de prensa. Buzhardt, pensando que Cox planeaba hacer pública la disputa sobre los documentos, llamó a Vorenberg. En lugar de discutir acerca de la rueda de prensa Vorenberg le recordó Buzhardt de las peticiones de documentos. Buzhardt le aseguró a Vorenberg que un paquete pronto sería entregado. Veinte minutos antes de la conferencia de prensa, el paquete llegó conteniendo los registros de las reuniones presidenciales y conferencias telefónicas con los ayudantes principales, incluyendo a Dean, Haldeman y Ehrlichman. La conferencia de prensa se llevó a cabo e involucró (como estaba previsto originalmente) solo una introducción a varios nuevos abogados. Sin embargo, los documentos junto con los registros de Haldeman y Ehrlichman mismos resultaron esenciales para redactar los requerimientos suficientemente específicos para extraer el documento, y de manera más crucial cuando su existencia más adelante se daría a conocer, las cintas.
A mediados de junio, la oficina estaba en pleno funcionamiento. El equipo de abogados de Silbert finalmente se alivió el 29 de junio, para gran disgusto de los fiscales federales. El grupo de trabajo que iba a mostrar los primeros resultados fue el grupo de finanzas de la campaña de McBridge. El 6 de julio, American Airlines admitió que hizo $ 55.000 en una contribución ilegal a la campaña del abogado personal de Nixon, Herb Kalmbach. Al cabo de dos meses, el procurador especial dejaría al descubierto las contribuciones ilegales por Ashland Oil, Gulf Oil, Goodyear Tire y Rubber, Minnesota Mining and Manufacturing, Petróleo Phillips y las Aerolíneas Braniff. Mientras el centro de atención de los medios estaba en la coartada, por enero, según una encuesta de Harris, el 81% de los estadounidenses creían que los "corporativos ilegales donadores de dinero " eran "perjudiciales para el país."

### Las cintas de la Casa Blanca
Herb Kalmbach, de especial interés para el grupo de trabajo de las contribuciones ilegales de la campaña, fue programado para testificar ante el Comité del Senado de Watergate el 16 de julio. En su lugar, el ayudante de Haldeman Col. Alexander Butterfield se insertó como un "testigo misterioso." Durante su testimonio de 30 minutos, él reveló el sistema secreto de grabación de la Casa Blanca (que fue instalado en la oficina oval, la oficina del presidente en el edificio de servicios administrativos y en Camp David)- un mecanismo activado por voz diseñado para capturar todo lo dicho por o para el presidente.  La existencia de las cintas era la única pieza de evidencia desenterrada por el Comité del Senado de Watergate, pero es lo haría el pivote, y alrededor de esto, gran parte del resto giraría alrededor del caso de la coartada.
La importancia de ciertas cintas era evidente por sí misma. Los testimonios de las cintas de las conversaciones por John Dean podrían mostrar tanto que la cuenta de Dean era exacta, en cuyo caso el Presidente fue cómplice de obstrucción de la justicia, o falsa, en cuyo caso Dean cometió perjurio en su testimonio ante el Senado. La relevancia de otras cintas podían ser inferidas de la proximidad de las reuniones a los eventos relacionados con el caso Watergate. Cox creía que él podía pudiera maximizar su oportunidad para un resultado favorable al limitar el alcance del material que era indiscutiblemente importante para el proceso penal. Una vez que él obtuvo una sentencia que el privilegio ejecutivo le dio paso a una necesidad apremiante en un proceso penal, él podría pedir material adicional más adelante. Así el 18 de julio, Cox le envió a Buzhardt una solicitud por escrito para ocho cintas específicas. El 23 de julio, Wright respondió por escrito negando la solicitud por motivos de privilegio ejecutivo y la separación de poderes. Esa noche Cox tenía un requerimiento del gran jurado exigiendo las ocho cintas y otros tres artículos servidos por Buzhardt quien aceptó por parte del presidente.
El 26 de julio, el Juez Principal John J. Sirica recibió una carta del propio Nixon respondiendo al requerimiento en el cual él afirmaba que sería tan inapropiado para el tribunal el obligarlo como lo sería para él obligar a la corte. Por lo tanto, él no estaba produciendo las cintas. Pero él incluyó una copia de la nota del 30 de marzo relativo al empleo de Hunt y prometió poner a disposición los documentos de Strachan relativos a las políticas de las embajadas. Dentro de una hora Cox fue ante el gran jurado, explicó la respuesta para ellos y ellos votaron por el requerimiento de Sirica para emitir una orden a Nixon para mostrar la causa por la que no debería haber un pronto cumplimiento con el requerimiento. Sirica tenía los miembros encuestados individualmente y emitió la orden.
Sirica le permitió a los partidos un mes para informar sobre la cuestión, la cual vino para una audiencia el 22 de agosto. Wright tomó una amplia posición absolutista alegando que el presidente era la única persona que podía decidir qué material sería entregado. Él confió los sentimientos de Nixon con la seguridad nacional, diciendo que Nixon le dijo que una cinta tenía "información de seguridad nacional altamente sensible que no se sentía libre de decirme cuál era la naturaleza del asunto" a pesar de la autorización de seguridad nacional completa de Wright. Wright dijo que el poder del presidente era tan inclusivo que él podía acabar con la oficina del procurador especial y terminar con todos los casos. Cox, en su turno, hizo hincapié en la situación peculiar en donde había "fuertes razones para creer que la integridad de la oficina ejecutiva había sido corrompida" y señaló que el presidente había permitido que su personal declarara sobre las reuniones cubiertas por las cintas, pero se negaba a entregar las mismas cintas, lo que sería la mejor prueba de lo que ocurrió. En cuanto a la afirmación de que el Presidente podía poner fin a su comisión, Cox dijo que si fuera cierto, entonces el presidente tendría que aceptar las repercusiones políticas que ocasionaría al hacer ejercicio de dicho poder. Después de interrogar a Wright durante aproximadamente 17 minutos (y solo a Cox por 8), el juez dijo que esperaba tener una decisión en el plazo de una semana.
El 29 de agosto, el tribunal ordenó al presidente a entregar todo el material para su revisión. La decisión fue un rechazo al argumento absolutista de Wright. Aunque no era una victoria completa para Cox, Sirica ignoró el argumento de la seguridad nacional, y la decisión fue considerada ampliamente histórica- por primera vez un tribunal le ordenó a un presidente el entregar pruebas, puesto que el jefe de justicia John Marshall en 1807 le ordenó al presidente Thomas Jefferson la entrega de documentos. La Casa Blanca anunció rápidamente que Nixon "no iba a cumplir con la orden." No estaba claro lo que eso significaba. Wright se limitó a decir que estaban considerando una apelación, pero la declaración "dio a entender que podrían encontrar algún otro método de mantener la postura jurídica del Presidente."
El Presidente hizo apelación, pero por la irritación pública de Wright, la Corte ordenó acelerar los procedimientos, programando un argumento para la siguiente semana ante toda la Corte de Circuito. En la discusión del 11 de septiembre, Wright tomó de nuevo la vista máxima del privilegio ejecutivo. En respuesta al juez principal David L. Bazelon, Wright dijo que él pensaba que bajo ninguna circunstancia las cintas podían ser exigidas por los tribunales. Sin embargo, él dijo que la Casa Blanca había facilitado información, renunciando al privilegio, pero las cintas constituían "la materia prima de la vida," algo esencialmente privilegiado. Wright sostuvo que el privilegio sobrevivió incluso si se abusaba de él, así como que el Presidente podía cometer fraude u otros delitos. El enfoque de Cox, al igual que en los casos de plantones y los casos de reorganización, era evitar la afirmación de un amplio principio jurídico y en lugar mostrar cómo el caso era sui generis, improbable de establecer un precedente antes invocado, y uno que encajara fácilmente dentro de los principios existentes de la administración de justicia. Los observadores creían que Cox había ganado. En su lugar, la decisión de la Corte dos días más tarde (incluso antes del momento que el tribunal había previsto para escritos posteriores a la discusión) dio a las partes una semana para llegar a un compromiso.

### Negociaciones, el proceso del jurado y la decisión de la corte
La recomendación del Tribunal de Circuito fue que las partes llegaran a un acuerdo por el que el Presidente podría presentar partes de las cintas a Cox y Wright, quien decidiría con Nixon qué partes se someterían al jurado. Cox anunció casi de inmediato que estaba dispuesto a discutir el asunto con los abogados de la Casa Blanca. La Casa Blanca se limitó a decir que estaba estudiando el asunto; Wright ya había regresado a Texas. La Corte instruyó a las partes que le informaran en una semana. Si no era posible ningún arreglo, sería decisión de la apelación.
Nixon había perdido la paciencia con Cox y no estaba de humor para negociar (a pesar de que la sugerencia del Tribunal sugería fuertemente que debería ordenar la presentación de las cintas si no había acuerdo). Mientras que los abogados se involucraban en la demora, Nixon estaba tratando de controlar a Cox a través de Richardson. Durante tres meses, Alexander Haig, el reemplazo de H. R. Haldeman como Jefe del Estado Mayor de la Casa Blanca, había estado dirigiendo a Richardson para poner freno a Cox con amenazas cada vez más explícitas hasta que alcanzó el punto de ebullición justo en ese momento. Buzhardt sin embargo, hizo una oferta: iba a resumir las cintas con las conversaciones de cada participante reescritas en tercera persona. Era un esquema inviable, pero Cox decidió continuar las negociaciones en los próximos días. Cox redactó un borrador de una contra propuesta de 6 páginas para proporcionar las transcripciones de las conversaciones reales junto con una certificación de una tercera parte diciendo que el resto de la cintas era irrelevantes. En la última reunión, cuando los abogados de Nixon mostraron su voluntad de tener un tercero que certificara las transcripciones, Cox les dio su propuesta y luego les dio ocasión de considerarla. En menos de una hora Buzhardt llamó, rechazando la propuesta y poniendo fin a las negociaciones. Las partes informaron al tribunal que no podían llegar a un acuerdo.
Además de las cintas, la oficina del Fiscal Especial estaba haciendo progresos sustanciales en todos los frentes. El grupo de trabajo de Watergate fue bloqueado inicialmente en su caso contra John Dean. El abogado de Dean hizo un argumento convincente de que el gobierno no podía proceder contra él sobre la base de la información que ofreció durante sus negociaciones con los fiscales de Silbert. Un tribunal requeriría una demostración de que las pruebas utilizadas por el gobierno tenían una base independiente de la que fue ofrecida por Dean. Se tomó cuidado propio del archivo para encontrar una carta de uno de los fiscales al abogado de Dean señalando que Dean no le había informado acerca de dos delitos específicos que daban a conocer otros dos testigos. El abogado de Dean respondió que la omisión había sido un descuido. Las dos cartas mostraban que existía una base independiente para procesar a Dean. Jim Neal le dio a Dean hasta la tercera semana de octubre para declararse culpable a un cargo de delito, con la obligación de convertirse en un testigo del proceso, o enfrentar la acusación en los dos incidentes separados. Este motivo ante el juez Sirica (conocido entre el colegio penal como "Máximo John") ciertamente requeriría de tiempo de prisión, pero Dean probablemente recibiría condiciones favorables para una reducción de la pena si cooperaba. El grupo de trabajo de Connolly estaba preparando las acusaciones del perjurio; uno implicado al exabogado general Kleindienst quien ahora admitía que, de hecho, Nixon le había ordenado descartar la demanda antimonopolio de ITT en consideración a sus contribuciones a la campaña. El grupo de trabajo de los trucos sucios de Richard Davis obtuvo una declaración de culpabilidad por Donald Segretti de tres cuentas de actividad ilegal de la campaña. Ahora se estaba preparando una acusación de perjurio en contra de Dwight Chapin. La nueva información sugería una contribución ilegal de $ 100.000 en efectivo (en billetes de 100 dólares) de Howard Hughes a través de Charles "Bebé Rebozo" a la campaña de Nixon. En la medida en que Cox tuvo que excusarse de este caso, él asignó a McBride y autorizó a Ruth para hacer todas decisiones pero pidió una investigación pronta y diligente. El grupo de trabajo de Plumbers estaba considerando cómo trazar la cadena de autoridad en el caso Fielding, dada su falta de testigos cooperadores de alto nivel, pero tenían acusaciones de perjurio listos en contra de John Mitchell y Egil Krogh. Estos últimos serían acusados el 11 de octubre. Mientras la mayor parte de esta actividad no se reportó, los involucrados en la red de abogados defensores y los testigos del gran jurado (que incluía a la Casa Blanca) sabían que el nudo se estaba apretando alrededor del Presidente. Un reportero le dijo a James Doyle que un "tipo de nivel medio de la Casa blanca le dijo el 28 de septiembre que por aquí hablaban de cómo llegar a Cox todo el tiempo ".
Fue el auto de procesamiento Krogh lo que obligó a Richardson a tener otra reunión con Cox el 12 de octubre El robo de la oficina del psiquiatra de Daniel Ellsberg todavía fue reivindicado por la Casa Blanca para involucrar temas de seguridad nacional, y Richardson y Cox tenían un acuerdo de que Cox notificaría al Fiscal general antes de la presentación de cualquier acusación acerca del caso. Richardson quería saber por qué no se le notificó. Cox, sorprendido, explicó que el acuerdo no implicaba acusaciones de perjurio (lo cual implicaba que no podía traicionar secretos de seguridad nacional, ya que involucrarían un testimonio público). Richardson, comprobó las notas de lo que habían entendido, acordó con Cox los términos y luego se disculpó por olvidar ese suministro. Después, tuvo una extraña conversación con Cox durante la cual él dijo que pronto tendría que "presionar a Cox", pero que a veces "era mejor perder que el sombrero que la cabeza." Perplejo, Cox volvió a su oficina, y estaba en medio de decirle a Doyle de la conversación, cuando dos abogados lo interrumpieron para decirle que el Tribunal de apelaciones había presentado su decisión justo después de las 6 p. m.
La decisión 5-2 de la Corte de Apelaciones fue una derrota total para el presidente, y los documentos destacaron la declaración de que el Presidente no estaba "por encima de los mandatos de la ley". El tribunal modificó la orden del juez Sirica y le pidió a los abogados de Nixon que especificaran los motivos de cualquier privilegio que ellos estaba aclamando como determinadas partes de la cinta, y Cox fue a que se le facilitaran las especificaciones. También se le daba acceso a Cox al material en cualquier momento en que la Corte estuviera en duda de la relevancia de los procesos penales. En este caso, el tribunal dijo, "cualquier preocupación por la confidencialidad se minimiza por la designación del Procurador General de un abogado distinguido y reflexivo como el Fiscal Especial." En definitiva, el tribunal requirió el cierre, excepto aquellas partes en las que el Presidente podría articular una necesidad específica de confidencialidad, y a Cox se le permitió ver cualquier parte en la que Sirica necesitara orientación sobre la relevancia.

### El ultimátum de la Casa Blanca
A diferencia de sus acciones tras la decisión Sirica, la Casa Blanca se mantuvo tranquila ese viernes por la noche y a lo largo del fin de semana siguiente, la Corte de Apelaciones tomó su decisión. Cox no tuvo respuesta alguna hasta que se reunió con Richardson a las 6:00 p. m. del lunes 15 de octubre. Cox pensó que esta reunión sería una continuación de la conversación del "bizantino" (como Cox lo llamaba) del viernes anterior, pero su lugar Richardson apareció ahora para ser el hombre clave en las negociaciones sobre las cintas. Richardson dio un borrador de una propuesta para tener al senador John Stennis identificando las transcripciones de las partes pertinentes de las cintas. Cox fue capaz de inferir que Richardson había acatado las órdenes de la Casa Blanca y se preocupó de si no se llegaba a un compromiso uno de ellos o ambos serían despedidos. Durante la reunión de 75 minutos, Cox pidió una larga lista de preguntas, incluso preguntó acerca de su postura con respecto a la futura demanda de documentos, cintas u otros materiales. Debido a que tenía un compromiso, Richardson propuso que se reunieran de nuevo en la mañana. Al día siguiente, Richardson le dijo a Cox que si ellos no llegaban a un acuerdo para el viernes "las consecuencias serán muy graves para los dos." Cox se opuso a la fecha límite, sugiriendo que si continuaban sus conversaciones podrían fácilmente obtener un aplazamiento de cualquier respuesta por el tribunal. Richardson no pudo explicar por qué había una fecha límite y en su lugar repasar los puntos que habían acordado y después discutir otros temas, pero Cox insistió en que esto se estaba tratando de forma ineficiente para poder proceder y le dio su anterior propuesta de 6 páginas. Richardson estuvo de acuerdo en escribir una contrapropuesta.

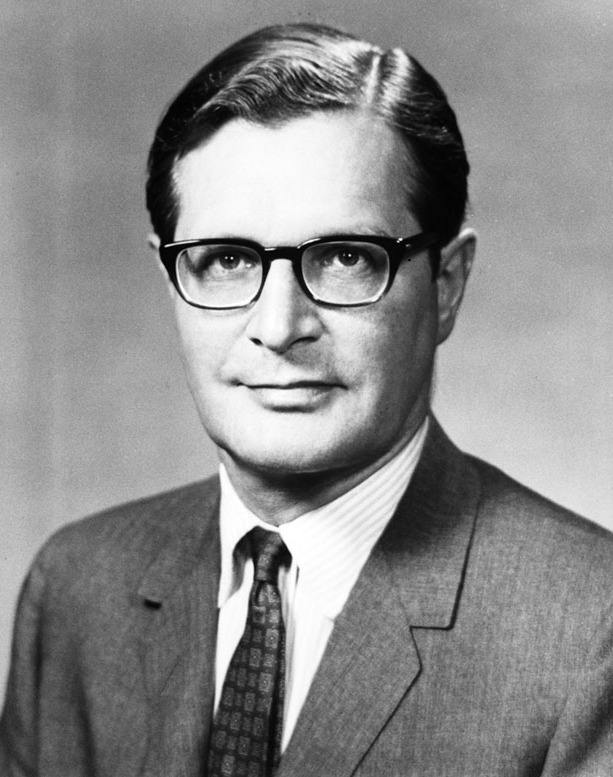
Elliot Richardson, retrato fotográfico durante la administración de Nixon

Cox no supo nada de Richardson el resto del martes y el miércoles todo el día. Hubo mucho desacuerdo en la oficina del Fiscal Especial acerca de si Cox debía aceptar la propuesta en general. Gran parte de la preocupación tenía que ver con el senador Stennis, un seguidor de Nixon, pero aún más importante, un señor frágil de 72 años de edad, quien recientemente se había recuperado de una herida por un disparo casi mortal en un atraco ocurrido en enero. Cox estaba preocupado de que por el rechazo de una oferta correría el riesgo de recibir cualquier cosa por parte de la Casa Blanca. James Neal le advirtió que si él rechazaba un compromiso, una gran parte del país podría acusarlo de actuar como un "Super-Presidente" sin ningún control. Doyle tenía la preocupación contraria: si Cox aceptaba menos de las cintas, las cuales el tribunal ordenó su entrega, él podría ser visto como parte de la coartada. James Neal tenía una sugerencia de minimizar el problema de Stennis- que fuera designado por el tribunal como uno de los varios maestros especiales. De esa manera él podría obtener la asistencia de una manera regulada públicamente. En medio de la palabra del debate interno que se produjo en la tarde del miércoles 17 de octubre, en el que el juez Sirica rechazó la demanda del Comité del Senado de Watergate contra Nixon acerca de la búsqueda de las cintas. Sirica dictaminó que el tribunal carecía de jurisdicción sobre la materia. Esto dejó al procurador especial como el único medio por el cual las cintas podrían ser publicadas. La presión sobre Cox de buscar el material aumentó, mientras que la Casa Blanca se quedó con solo una vía para bloquear y por esto había añadido el incentivo de presionar a Richardson para obtener que Cox se comprometiera o renunciara.
A las 5:00 p. m. Richardson le entregó a Cox un proyecto titulado "La Propuesta", el cual contenía los comentarios de Buzhardt. Él llamó a Cox a las 6:00 por sus comentarios. Cox respondió: "Creo que debería responder por escrito, Elliot." Esa noche James Neal y el abogado de Dean trabajaron después de la medianoche finalizando el acuerdo de declaración de John Dean. Alrededor de las 2:30 a. m. Neal le pidió al abogado que revisara el acuerdo con Dean, incluyendo la disposición de que si cualquier testimonio que él hubiera ya dado comprobara la falsedad del material, él podría ser procesado por perjurio. Neal dijo que cuando Dean aceptó al acuerdo de culpabilidad que contiene esa condición, sabía que la versión de Dean de los acontecimientos era veraz y también se dio cuenta de que "Archibald Cox estaba en serios problemas con el Presidente".
El jueves 18 de octubre, Cox redactó su respuesta a Richardson. Tenía 11 puntos. Cox le aseguró a Richardson que él "no era susceptible" a una solución en la que no tenía acceso directo a las cintas. Pero sentía que era injusto el depender de un individuo para ser el responsable de la verificación, por lo que propuso la idea de Neal de tener a tres "Maestros Especiales" cuyas identidades se dieron a conocer desde el principio. Él comentó acerca del método para determinar cuáles porciones se transcriben y sugirió que las cintas fueran objeto de un análisis para probar la manipulación de las mismas. Los comentarios se fueron con un mensajero a media tarde. Richardson alrededor de las 6 p. m. se lo llevó a la Casa Blanca, a la que Wright acababa de regresar por haber ido a Texas (para finalizar los documentos de la apelación a la Corte Suprema que debían presentarse al día siguiente), y aunque él solo había examinado la "propuesta de Stennis", que estaba exaltando con entusiasmo su razonabilidad y se mantenía de forma que el presidente podría convencer al pueblo estadounidense de que esto era la solución a la crisis. Cuando se muestra la contrapropuesta de Cox, él estuvo indignado de que Cox había "rechazado" la oferta del presidente. Wright aconsejó el rechazo de la contraoferta de Cox, ya que él creía que el presidente tenía un "oportunidad 50-50" en el Tribunal Supremo de ganar directamente. Richardson, perplejo ante la oposición a negociar en absoluto con Cox, le sugirió a Wright: "Charlie, ¿Por qué no llamas a Archie y ves si se lo puedes vender a él." Esa noche Wright llamó a Cox y se conectó con el teléfono de la casa del hermano de Cox en Virginia, donde Cox estaba comiendo y jugando con los hijos de su hermano. Wright le dio un ultimátum a Cox con cuatro puntos, el más importante de los cuales era que a Cox no se le darían más cintas más de las nueve que se estuvieron transcribiendo (una condición no dicha en la propuesta de Stennis). Cox pidió que Wright le enviara los puntos a él por escrito para que pudiera considerarlos al día siguiente y le aseguró que no estaba rechazando los puntos de plano.
A las 8:30 de la mañana del viernes 19 de octubre, el día de la fecha límite de Nixon para apelar al Tribunal Supremo (de lo contrario la decisión de la Corte de Apelaciones se convertiría en definitiva), Cox recibió una carta de Wright con la fecha de la noche anterior. Su propósito era para confirmar el "rechazo" de Cox de la "propuesta muy razonable" de Richardson. No había ninguna mención de las cuatro condiciones. Él escribió que iba a llamar por teléfono a las 10:00 a. m. para averiguar si había alguna razón para seguir hablando. Cox, que hasta entonces había hablado públicamente y en privado de la integridad de Wright, le dijo a sus colegas: "son mentiras muy inteligentes." Cox escribió rápidamente le escribió una nota a Wright diciendo que la propuesta necesitaba "desarrollar" todo a la luz de las condiciones que Wright había establecido en la llamada telefónica la noche anterior, la cual Cox puso por escrito para el registro. Él, Neal y otros, fueron a la sala de Sirica para asistir a la audiencia de declaración sobre John Dean. La Casa Blanca, viendo que solo a una audiencia que había sido programada, presa del pánico, sin saber lo que iba a tener lugar, por lo que ningún abogado estaba presente cuando Ruth y Lacovara llegaron para entregar la carta, y la dejaron con el guardia. Haig leyó rápidamente la carta, le dijo Richardson que Cox "rechazó" el trato y lo convocó a la Casa Blanca. Para sorpresa de Richardson, Haig dijo que ya no era necesario correr a Cox. El Presidente había conseguido la aprobación de dos partidos para el acuerdo, hubo reuniones programadas con los dos miembros principales del Comité del Senado de Watergate, y el plan sería aceptable para ambos: el pueblo estadounidense y los tribunales.
La declaración de culpabilidad por John Dean (con la obligación de cooperar) de esa mañana representó el paso más significativo hasta el momento en los procesos judiciales. Sin embargo, cuando Cox regresó a la oficina permaneció tranquilo- Wright no había ni llamado ni respondió por escrito. Cuando los tribunales cerraron todavía no había señal de que el Presidente hubiera presentado un aviso de apelación ante el Tribunal Supremo. A las 5:23 p. m. una carta de Wright llegó, la cual simplemente mantenía de nuevo la razonabilidad de la propuesta original. Wight cerró con una declaración de arrepentimiento que Cox no estaría de acuerdo. Cox ahora se dio cuenta de que él y Richardson habían sido autorizados para negociar a pesar de que el Presidente no tenía intención de ir más allá de la primera propuesta inadecuada. En esta conclusión, los abogados de la oficina empezaron a copiar sus notas más importantes para su custodia. A las 7:20 Richardson llamó a Cox a su casa y le leyó una carta que acababa de recibir de Wright informándole que el plan de Stennis había sido aceptado por la dirección del Comité del Senado de Watergate y que Cox sería instruido para no ir tras de ningún material adicional presidencial. Una declaración iba a ser lanzada esa noche. Cox y Doyle se apresuraron a regresar a la oficina. Cuando obtuvieron la declaración lo vieron como un intento de vender la propuesta unilateral, y dijo que dicho tenía la aprobación de los senadores Sam Ervin y Howard Baker, quienes, según el comunicado, propusieron al senador Stennis. Aunque Cox se había negado a estar de acuerdo, Nixon planeó tomar la propuesta de Sirica y le instruyó a sus abogados que no solicitaran la revisión del Tribunal Supremo. Mientras que la declaración estaba plagada de falsedades, Cox esa noche dictó un comunicado de prensa a Doyle (el personal se había ido por el puente), y Doyle llamó por teléfono a las agencias de noticias, anunciando también que habría una conferencia de prensa el sábado a la 1:00 p. m.

### Masacre del sábado noche
Doyle fue capaz de utilizar sus contactos con la prensa para asegurar el salón de baile del Club Nacional de Prensa de la rueda de prensa 13:00 el sábado 20 de octubre, transmitiría en vivo por NBC y CBS y un resumen sería mostrado durante el medio tiempo del partido de fútbol que transmitía la cadena ABC. Cox esa mañana estaba bastante preocupado acerca de si sería capaz de derrocar al presidente él solo. Era consciente de que no tenía ningún apoyo institucional, y la deserción aparente de Sam Ervin del Comité Senado de Watergate profundamente le preocupó. "" Sin espinas! ", Comentó al enterarse. También estaba preocupado por la falta apoyo político. Solo seis días antes, el senador George McGovern había dicho a la ACLU que acababa de imprimir artículos que pedían la destitución de Nixon, que no había todavía apoyo a la misma, de hecho, no había ni siquiera suficiente fuerza en la oposición para anular vetos. En cuanto a la declaración de Nixon en sí, los miembros influyentes parecían apoyarlo: líder de la mayoría republicana en el Senado de Scott Hugh lo llamó una «solución muy acertada». El orador demócrata Carl Albert la calificó de «interesante». Incluso el líder de la mayoría del Senado Mike Mansfield lo llamó un camino" para evitar una confrontación constitucional. " Cuando Joseph Connolly llamó a un ayudante del senador liberal republicano Richard Schweiker, se le dijo que el senador "no puede salir delante en esto." En la oficina, el personal abogado se reunieron para discutir el asunto como grupo por primera vez. Philip Heymann había volado desde Cambridge a prestar ayuda. Ellos ofrecían consejos contradictorios, y Cox les pidió  ir a sus oficinas para escribirle sugerencias. A las 11:00 a. m. se encontró con ellos otra vez y dio una especie de despedida y los instó a seguir trabajando aunque él fuera despedido. A las 12:30, Cox, Phyllis, James Doyle y John Barker caminaban hacia el Club Nacional de Prensa. "Estaba muy molesto", dijo Barker.
Richardson estaba hablando por teléfono cuando Cox llegó y le leyó una carta que había enviado al Presidente ese día en el que dijo que las instrucciones de Nixon le dio "serias dificultades" y describía varios pasos que aún podrían solucionar el problema. Phyllis, sosteniendo su mano lo acompañó hasta el escenario, donde fueron fotografiados. Cox luego se sentó en la mesa y comenzó su discurso improvisado.

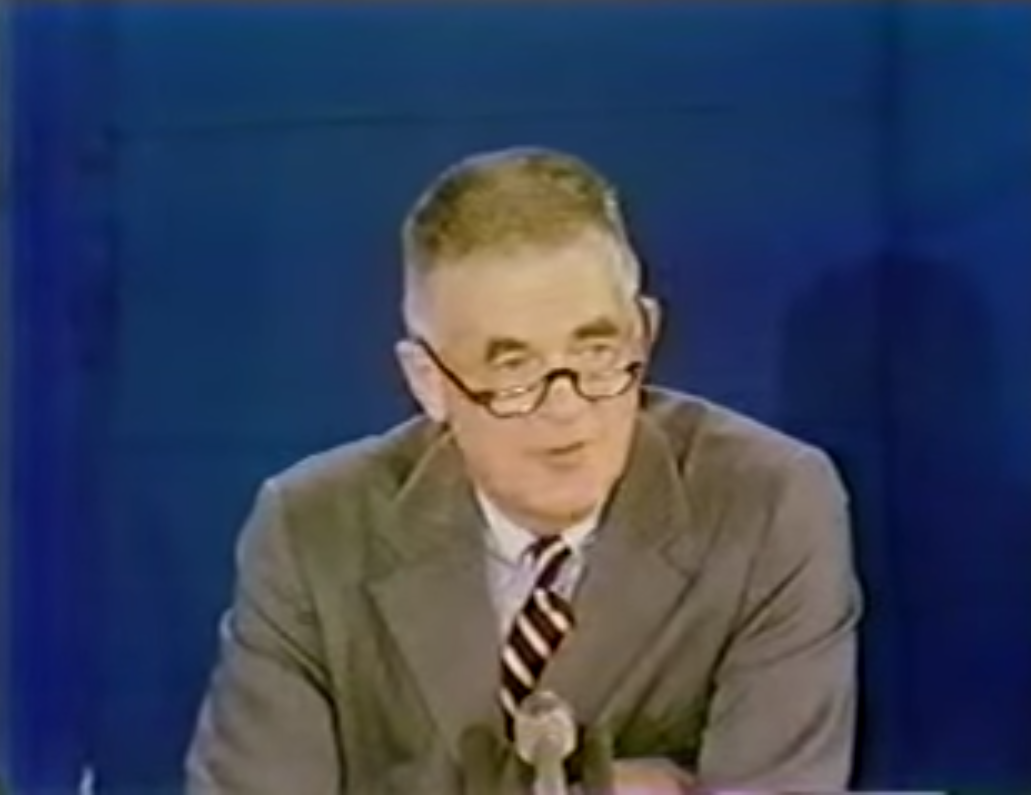
Archibald Cox en el National Press Club el 20 de octubre de 1973

Heymann pensó que comenzó nervioso y a la defensiva diciendo que "no estaba cazando al Presidente ..." Una vez que se metió en los detalles de la historia y el significado de la controversia sobre las cintas, que involucró a un paciente explicación del procedimiento penal, la evidencia, derecho administrativo y constitucional, se relajó y se convirtió en el "explicador" que siempre se destacó siendo. Él fue autocrítico, sincero y paciente. Doyle dijo: "Él era amigable, sin pretensiones, desarmante. Parecía el abogado del país, hablando en el buen sentido”. Usaba términos simples y frases cortas, que no eran condescendientes o arrogantes. "Ofreció una actuación magistral de profesor, diseñada para explicar la confrontación legal y constitucional en términos que sacudieron hasta el núcleo a los valores tan preciados para el sistema americano."  Defendió las instituciones establecidas y el procedimiento ordinario. Por el contrario, la propuesta del Presidente involucraba decidir si una "orden judicial no sería obedecida." En el lugar de la prueba, que Cox buscaba, el Presidente propuso brindar "resúmenes", mientras que la evidencia genuina, irrefutables, las cintas de lo que realmente ocurrió, estarían disponibles para dos o tres hombres "todos menos uno de ellos los asistentes a la presidencia y hombres que han sido asociados con los que son objetos de la investigación". Al describir el curso de las negociaciones para toda la información, mostró cómo los abogados de la Casa Blanca habían estado retrasando el proceso desde el principio. Pero nunca atacó a nadie, en un momento dado habló sobre Buzhardt; "Se ha comportado conmigo de una manera totalmente honorable, -excepto que es demasiado  lento." Con las preguntas que siguieron, Cox pasó más de una hora, al final de la cual su personal repartió copias de las diversas propuestas y correspondencia que tuvieron lugar durante la semana. Fue tan persuasiva una actuación que Sarah McClendon, corresponsal de la Casa Blanca conocida por sus agudas preguntas, se acercó a Cox y dijo: ". Quiero estrechar tu mano, usted es un gran americano". Doyle escribió que era "la más inusual … conferencia de prensa que he asistido Los cuerpo tenaces y cínicos de la prensa estaba a favor de Archibald Cox ". John Douglas dijo:" fue una de las actuaciones más espectaculares, una de dos o tres ruedas de prensa que se celebra en este país que ha tenido un efecto significativo en la opinión pública.
La conferencia de prensa también deshizo el plan de Nixon-Haig. Cox no renunció ni fue intimidado por la directiva del presidente. Además, en lugar de explotar la reputación de Richardson para la integridad de su propia ventaja (una característica clave en el que se basa el plan), el Presidente se vio obligado a actuar en su propio nombre, y Cox fue capaz de sacar a Richardson a su lado a la defensa de él como honorable. Por lo que la Casa Blanca decidió despedir a Cox. Sin embargo, fue incapaz de convencer a Richardson o su adjunto William Ruckelshaus de llevar a cabo la orden. Cada uno renunció a su vez, en vez de despedir a Cox, aunque la Casa Blanca más tarde afirmó que despidió a Ruckelshus. El procurador General Robert Bork (tercero en la línea en el Departamento de Justicia) en una reunión cara a cara con el Presidente acordó emitir la orden como fiscal general en funciones, y él también decidió no renunciar después de llevar a cabo la orden. En cuanto a la terminación en sí, Bork envió una orden escrita a Cox con un mensajero en la noche a la casa de Cox en Virginia.
La Casa Blanca luego jugó su carta de manera exagerada.  A las 20:25 el secretario de prensa, Ron Ziegler anunció lo que sería conocido como el "Saturday Night Massacre". Explicó que Cox había sido despedido, pero añadió, de manera un tanto inventada,( ya que transpiraría, inexactamente), "la oficina de la Fiscalía Especial de la Fuerza ha sido abolida a las aproximadamente 20:00 de esta noche." Haig agrava la mala publicidad mediante el sellado público de las oficinas de la Fiscalía Especial, así como las de Richardson y Ruckleshaus. Él explicó su conducta diciendo: ". Se podría convertir al país en una república bananera si se permitiera desafiar al presidente."  Para juzgar a Sirica, quien lo vio en la televisión, era el acordonamiento de las oficinas del fiscal especial que parecían como parte del grupo latinoamericano. Fred Emery escribió para The Times de Londres que no había "un soplo de la Gestapo el aire de Octubre." Agentes del FBI se presentaron en las oficinas del fiscal especial a las 9:00 p. m. lo que impidió brevemente la entrada del fiscal adjunto Henry Ruth. A los que estaban dentro se les dijo que no se les permitía eliminar cualquier documento oficial o personal. En una conferencia de prensa a toda prisa en la biblioteca del edificio Ruth y Doyle explicaron que habían tomado las copias de las principales notas a un lugar seguro de la noche anterior, pero que estaban preocupados por la gran cantidad de material todavía en la oficina que no habían sido presentados ante el gran jurado todavía. Doyle leyó  la declaración de Cox en su terminación: "Ya sea que seguiremos siendo un gobierno de leyes y no de hombres es ahora para el Congreso y en última instancia, el pueblo estadounidense".
Las acciones de Nixon y sus asistentes esa noche produjeron "resultados precisamente opuestos a lo que el presidente y sus abogados habían previsto." En lugar de la simple eliminación de Cox, "levantaron una" tormenta de fuego "de protesta que dejarían cicatrices permanentes en la credibilidad de Nixon con el público, y, lo más peligroso, con los republicanos del Congreso y los demócratas del sur." La reacción del público, a pesar de que era un fin de semana, fue rápida y abrumadora. Cerca de 450.000 telegramas y cables llegaron a la Casa Blanca y el Congreso. Electrónico y los cables se pusieron en manojos a continuación ordenados según el estado. El diluvio eclipsó cualquier récord. anteriores fuera de la Casa Blanca manifestantes portaban carteles que decían "Bocinazo para el juicio político"; bocinas de los coches se escucharon en el centro de Washington el día y la noche para dos weeks.  Pero más preocupante a la Casa Blanca deben haber sido la reacción política. El domingo por John B. Anderson, Presidente de la Conferencia Republicana de la Cámara, predijo que "las resoluciones de acusación se van a llover abajo como granizadas." George H. W. Bush, entonces presidente del Comité Nacional Republicano, estaba tan preocupado por las consecuencias electorales que visitó la Casa Blanca, con la esperanza de persuadir al presidente volver a contratar a Richardson para el control de daños, tal vez como embajador en la URSS. El martes altavoz Carl Albert comenzó refiriéndose resoluciones de acusación ante el Comité Judicial de la Cámara con el consentimiento del abogado Gerald Ford. Nixon Leonard Garment dijo que la Casa blanca estaba paralizado. "[H] e idea de poco más que de maravilla" sobre el daño que habíamos forjado y el desastre de relaciones públicas que habíamos traído en nosotros mismos."
Y al final, Nixon ni siquiera lograr el beneficio táctica a corto plazo la maniobra fue diseñado para él permitirse. El martes por la tarde once abogados de la fuerza de la Fiscalía Especial convocaron con Wright y Buzhardt en la sala del juez Sirica, para los próximos trabajos sobre las citaciones. Ese fin de semana Sirica ya se había contemplado lo que había que hacer y redactó una orden para mostrar causa por Nixon no debe ser despreciada. Estaba pensando en un $ 25.000 a $ 50.000 al buen día hasta que el presidente complied. Pero para sorpresa de todos, Wright anunció que el presidente estaba dispuesto a producir todo el material solicitado. Y no mucho después de que Leon Jaworski sería nombrado fiscal especial, y debido a la reputación pública herido de Nixon, se le dio aún más la independencia de Cox había sido. Cox no sería parte de todo esto, sin embargo, porque después de una breve reunión de despedida con su personal (los cuales Jaworski mantendría), avisándoles de lo importante que era que continuaran y aseguró la buena fe de Jaworski, él y Phyllis fueron obligados a retirarse en su camioneta a Brooksville, Maine.
Colega y amigo de Cox, Philip Heymann, describe el efecto de ese fin de semana de la dirección de Cox, a través de la matanza y la reacción:   

El presidente Nixon pidió al país comprender su despido de un fiscal honesto para que pudiera continuar con asuntos de seguridad nacional. Cox habló al pueblo estadounidense acerca de la primacía del estado de derecho, incluso durante casi un enfrentamiento con la Unión Soviética durante la guerra del Yom Kipur. Sin miedo, sin pretensiones, hablando desde lo más profundo de sus convicciones y lealtades a cientos de millones de estadounidenses individuales como a un ciudadano a otro, Archie invierte un retiro del Congreso y encontró una nación lo siguiente a lo largo del camino de la libertad. El pueblo y el Congreso se unieron a la causa de un profesor que, sin una pizca de ira, habló suavemente sobre nuestra historia y los principios, y que dejaron claro que lo que sucedería a él no era un problema. Después de que el Ejecutivo estaba obligado de nuevo por las leyes que hacen que los hombres sean libres, y Archie se convirtió en un símbolo nacional del triunfo de la ley.
Philip Heymann

El caso de las cintas de Cox no fue a la Corte Suprema, pero cuando el presidente trató de resistir una citación después por Jaworski, el caso llegó hasta la Corte. El 24 de julio de 1974, solo tres días después de los informes orales, el Tribunal Supremo de Estados Unidos votó en un 8 a 0 a rechazar las alegaciones de privilegio ejecutivo de Nixon lo que hizo cumplir la orden judicial que requería la liberación de las cintas. Quince días después, Nixon anunció su decisión de renunciar como presidente en vigor al día siguiente, el 8 de agosto de 1974. Muchos expertos legales fuera de los Estados Unidos se sorprendieron de la forma jurídica del proceso jurídico, en particular uno expedido a petición de un funcionario subordinado, podría requerir que el jefe de Estado que hacer nada. Cox escribió acerca de un académico que dijo: "Es impensable que los tribunales de cualquier país emitan una orden para su jefe de Estado" Cox pasó gran parte del resto de su carrera escribiendo en el lugar único de la Corte en el sistema de gobierno americano. En cuanto a este caso particular, cuando todo había terminado el corresponsal del Times Anthony Lewis legal dio crédito en jefe para el resultado extraordinario de Cox: 

Si Cox y su personal no hubieran sido tan hábiles y tenaces, fácilmente podrían haber caído en una docena de agujeros de procedimiento en el camino del caso de las cintas. ... Pero es evidente que había algo más que la noche del sábado y sus secuelas. Todo dependía de las actitudes públicas, que a su vez dependía de la lectura del público sobre el carácter de un hombre. Yo mismo estoy convencido de que el carácter de Archibald Cox era esencial para el resultado. Nixon y sus hombres nunca lo entendieron; asumieron que Cox debía ser un conspirador, como ellos, cuando era tan recto recto como para acercarse a la ingenuidad. [Dijo Cox consideró tomar el trabajo]: "Creo que a veces es eficaz no ser desagradable, en un mundo-aunque desagradable, que puede tomar un poco de tiempo para que las personas se dan cuenta de eso."
Anthony Lewis

## Después de Watergate

### Enseñando de nuevo
Cuando Cox aceptó por primera vez el cargo de Fiscal Especial tenía algunos temores de que esto podría consumir el resto de su carrera. En su lugar, solo duró cinco meses. Sin embargo, logró ser celebridad nacional del servicio. No obstante, Cox se negó a beneficiarse personalmente de que esta fama. Había rechazado una oferta de una gran firma de Nueva York acerca de dejar la oficina del procurador general, y no iba a entretener a uno ahora. Declinó las ofertas competentes de interés para escribir un libro sobre Watergate, Cox incluso rechazó la oferta para convertirse en un árbitro de salarios para una liga de béisbol mayor. Él regresó a Nueva Inglaterra para enseñar, empero al llegar a la mitad del semestre de otoño del año de 1973, él tendría que esperar para el próximo ciclo. E incluso entonces, Harvard al haber contratado a un profesor visitante para el año de ausencia que dejó, Cox solo tenía una sección de Derecho Administrativo para enseñar en la primavera de 1974. Mientras tanto, Cox y el Consejero general de la Universidad de Harvard, Daniel M. Steiner, redactaron el borrador de un informe amicus de Harvard, en apoyo al programa de acción afirmativa de la Escuela de Derecho de la Universidad de Washington. La Corte no alcanzó los logros, al dictaminar que el caso era discutible.
Cox pasó el año académico a partir de septiembre de 1974 hasta la primavera de 1975 en la Universidad de Cambridge como profesor de Historia e Instituciones Americanas. Durante ese año, Cox y su esposa fueron capaces de viajar por las islas británicas y en Irlanda reuniéndose con jueces, abogados y otros dignatarios. Cox dio conferencias con teatro lleno, incluso en Oxford donde entregó las Conferencias de Chichele para el Colegio All Souls. Los Coxes también de vez en cuando socializaban con los Richardson, Elliot siendo designado por el presidente Ford como embajador ante la Corte de St. James. Fueron incluso capaces de pasar un fin de semana en Escocia con David Graham-Campbell, el comandante del cuerpo en el que el hermano de Cox, Robert, sirvió cuando murió durante la Segunda Guerra Mundial.
Cuando Cox volvió a Harvard en el otoño de 1975, él volvió a la enseñanza y como escritor de tiempo completo. Sus intereses eran ahora casi exclusivamente el derecho constitucional, pero en ocasiones impartía un curso en derecho laboral. Los profesores y estudiantes notaron un cambio en su estilo de enseñanza. Mientras que antes era conocido como el profesor severo y dominante de derecho que atacaba a los estudiantes con el método socrático, e incluso era considerado una base probable para el profesor ficticio Kingsfield, ahora se le hacía referencia en las evaluaciones de los estudiantes como "interesante, amable, decente ... ". Derek Bok concluyó:" Él desarrolló un afecto por la gente ".

### Políticas Nacionales
En 1976 Cox se aventuró a la última de sus incursiones frecuentes en la política partidista nacional. El 24 de enero, Cox apoyó a Mo Udall, el hermano de Stewart Udall, con quien Cox trabajó en el proyecto de la carta Landrum-Griffin y durante la administración de Kennedy, para ser el candidato demócrata para la presidencia. Una declaración de Cox con su imagen apareció en los anuncios en el estado de New Hampshire. A medida que la campaña de Udall fue en declive, él presionó el problema de integridad en esta primera campaña presidencial post-Watergate, y confió en gran medida en Cox en un anuncio de televisión en Nueva Hampshire. Udall quedó en segundo lugar tras Jimmy Carter en New Hampshire, y un distante segundo lugar con el senador Henry M. Jackson en Massachusetts. A principios de la campaña de los liberales se dio cuenta de que Carter era el candidato a batir, y Cox, en un intento inusual en realizar difuminación política ante una multitud de 1.000, atípicamente lanzó un insulto a Carter, que fue reportado en el Times: "rechazó a Carter como candidato, gozando de una falta de asociación con Washington, junto con una sonrisa alegre." Aunque últimamente Carter aseguró la nominación, el nombre de Udall fue permitido ser puesto en la nominación antes de una moción para nominar a Carter por aclamación. Archibald Cox fue elegido para mover la designación de Udall, y cuando lo hizo, los liberales, quienes habían sido incapaces de encontrar un candidato para unirse al partido en la temporada primaria, dieran a conocer sus sentimientos en la televisión nacional: "la frustración de los liberales irrumpió a través de las restricciones que se le plantean en esta convención. Mientras que el martillo sonaba inútilmente desde el podio, los partidarios de Udall vitorearon, agitaban pancartas y clusters llenos de globos azules en lo más parecido a una demostración de piso vista la noche anterior. " Cox reflexionaría acerca de esta noche, cuando se tomó la decisión de juez tres años después.

### Reforma Judicial
Las actividades externas de Cox pasaron del arbitraje a la reforma del Estado y la promoción de apelación. En 1975, la reforma judicial era una prioridad en Massachusetts donde los casos criminales habían atrasado el sistema, que (debido a que requieren prioridad) dio lugar a una mayor congestión de los casos civiles. Cox fue designado a un comité de Colegiados de Massachusetts para estudiar el problema. En febrero de 1976 el gobernador Michael Dukakis nombró a Cox para dirigir el Comité Selecto del Gobernador de 20 miembros sobre las necesidades judiciales para hacer recomendaciones. En diciembre, el comité emitió el informe elaborado por Cox, titulado "Informe sobre el estado de la Corte de Massachusetts."  Las recomendaciones más importantes del informe fueron una estructuración de los tribunales de distrito, la toma de los gastos administrativos estatales de los tribunales, colocando la gestión del sistema de cortes en las manos del Presidente del Tribunal Supremo de la Corte Suprema de Justicia, la abolición de los ensayos de novo en las apelaciones de la Corte y el endurecimiento de las reglas para la prisión preventiva y las continuaciones del Distrito. A pesar del hecho de que el gobernador hizo la reforma judicial a lo largo de las líneas del reporte de Cox en su prioridad legislativa "top" para 1976, y a pesar del hecho de que la propuesta fue apoyada por los periódicos del estado, y a pesar de los esfuerzos de cabildeo intenso por el propio Cox (no solo en un testimonio ante los cuerpos legislativos, sino también en numerosos eventos y charlas en todo el estado) en el transcurso de 1976, a la ley finalmente se le acabó el tiempo en la sesión legislativa de 1977. En la próxima sesión el proyecto de ley se revisó drásticamente, pero como una última instancia el estado retuvo una toma de posesión de los fondos e implementó algunos de centralización y coordinación.

### Abogado de la Suprema Corte
Al igual que su apoyo público hacia Udall fue poco habitual, después de Watergate, Cox era más abierto para representar grupos que no eran una parte de las instituciones tradicionales. Pero el interés principal de Cox era continuamente en la promoción Tribunal Supremo. Y argumentaría dos casos más que resultaron siendo históricos.
El primero de los casos surgió de las enmiendas de 1974 de la Ley Federal de Campañas Electorales de 1971. Estas modificaciones fueron una respuesta a los abusos financieros de la campaña del Comité de Nixon para la reelección del presidente, que Cox estaba familiarizado con como Fiscal Especial de Watergate. Las modificaciones contempladas brindaron información financiera de las campañas federales, establecieron una serie de limitaciones de contribución y de gasto y produjeron la financiación pública de las campañas presidenciales. Una variedad de demandantes demandaron, alegando que el esquema regulatorio violó su derecho a la libertad de expresión. En 1975, el caso llegó a la Suprema Corte, y los senadores Edward Kennedy y Hugh Scott le pidieron a Cox presentar un escrito amicus en su nombre. La Common Cause había intervenido como partido en el tribunal inferior y por lo tanto teniendo tiempo de un derecho de alegar ante el Tribunal, sin embargo su abogado Lloyd Cutler en desacuerdo con la posición adoptada por la organización (que apoyaba a las enmiendas) le pidió Cox que argumentara en su favor. El argumento clave de Cox fue que el aporte de dinero, incluso cuando se hizo para que el discurso público no fuera "libertad de expresión" sino más bien de "conducta". Tampoco era el gasto total de la campaña, a pesar de que parte de ella se utilizaba para activar el "discurso". A la luz de las realidades de las contribuciones en aumento de la campaña, el Congreso tenía derecho a regular esta conducta para reducir la corrupción y contrarrestar el cinismo público en el proceso electoral. Cox sostuvo que dicha conducta debe estar sujeta a un criterio menos estricto de revisión de la corte que el estricto control de las restricciones a la expresión política pura. La decisión de la Corte en el caso, conocido como Buckley v. Valeo era un extraño conjunto de votos particulares sobre las diferentes partes de las enmiendas, con solo una breve decisión per curiam recontando los votos en cada tema. La Corte rechazó el enfoque de Cox. Como juez White lo puso en desacuerdo, la Corte sostuvo que "el dinero habla" sin tener en cuenta la variedad de formas en que las leyes federales regulan la expresión en otros contextos. Sin embargo, mientras se anulan los límites a los gastos de campaña, confirmó los límites de contribución, reportando los requisitos financieros y las condiciones para la financiación de las campañas presidenciales. John W. Gardner, el presidente de la Common Cause aclamó una victoria para aquellos que "trabajaron tan duro para limpiar la política en este país."
El segundo caso significativo en el que Cox participó lidiaba con la acción afirmativa. En 1976 la Suprema Corte de California tenía que informar que la Universidad de California con la Escuela de Medicina Davis había violado la cláusula de igualdad de protección de la decimocuarta enmienda al no admitir a Allan Bakke, un estudiante de ingeniería blanco de 37 años, quien declaraba que fue impedido por una "cuota racial". Los fideicomisarios buscaron a Cox para discutir el caso en el Tribunal Supremo, Cox que ya había preparado un escrito sobre el tema en el caso DeFunis, acordó llevar el caso con la condición de que otros abogados asumieran la responsabilidad primaria para la preparación del informe, algo altamente inusual para Cox que normalmente es cuidadoso supervisando y revisando todo lo que pasó en la Corte bajo su nombre, pero necesaria debido al trabajo implicado en el comité de reforma de los tribunales de Massachusetts. Cuando el caso llegó a ser discutido, el 12 de octubre de 1977, Cox estaba en medio de su horario más pesado y lleno de presión por el proyecto de reforma de la sesión legislativa que era para después de las vacaciones. La parte crucial de su argumento era separar dos cuestiones que enfrentan las universidades quienes tenían un menor número de plazas disponibles de candidatos calificados: 1) ¿Qué candidatos son capaces de beneficiarse de la educación proporcionada por la escuela? y 2) A partir de ese grupo, qué características puede emplear el servicio escolar para recuperar unos beneficios de clase tanto para la escuela y la comunidad. Era la confusión de las dos preguntas que da lugar a la afirmación de que existe una "cuota". Cox abrió su argumento Bakke al declarar estas preguntas de una manera elegante lo que puso el caso en su forma más contundente; diciendo, que a menos que la Corte permitiera a las universidades el tomar en cuenta la raza para promover la participación minoritaria en profesiones liberales, se excluirían a excepción de un número muy pequeño. El caso, conocido como Regentes de la Universidad de California v Bakke produjo varias opiniones: cuatro jueces opinaron que tomar en cuenta la raza no era admisible; los otros cuatro, por otra parte, que era permisible si era "benigna". El juez Lewis Powell, cuya opinión de pluralidad, sumado a los diferentes grupos en diferentes partes, trató de enhebrar la aguja. Mientras que él rechazó un número fijo de aceptaciones (la denominada "cuota"), y por lo tanto confirmó la admisión de Bakke en este caso, también respondió formulación de la pregunta de manera afirmativa de Cox y dijo que las universidades tienen derecho a tomar en cuenta la raza como un factor entre muchos. El Secretario de Justicia Auxiliar Drew S. Days III, quien observó el argumento sintió que la presencia de Cox fue crucial como símbolo de su "establecimiento" asegurándole a la Corte (y la conservadora Powell) que la posición no era "descabellada". El enfoque de la opinión de Lewis se basó en el enfoque de las políticas de la mayoría de las acciones afirmativas de la universidad en la actualidad.

### Políticas Judiciales
A finales de 1978 se produjo una vacante en el Tribunal Federal de Apelaciones para el Primer Circuito (el tribunal federal de apelaciones que se encuentra en Boston) cuando el Congreso amplió el poder judicial federal por 152 jueces. Los espectadores esperaban que el senador Kennedy usara la tradición permitiendo que el senador del partido político del presidente para nombrar a los jueces federales en el estado y proponer a Archibald Cox para llenar la vacante. En marzo de 1979 un grupo de abogados designados por el presidente Carter recomendó por unanimidad a Cox como su primera opción entre cinco para la nominación. Sin embargo, Cox estaba muy dudoso de que Carter lo nombrara a la luz de su destacado apoyo hacia Udall tres años antes, sin embargo llenó la solicitud y se sometió a controles de antecedentes. Luego, en junio el New York Times informó que la nominación fue "estancada". Algunas fuentes anónimas afirmaron que el procurador general Griffin B. Bell se opuso a la nominación en razón de que Cox a los 67 era demasiado viejo, señalando que la ABA sugirió que nadie mayor a 64 fuera nombrado para el puesto de trabajo. Otro sugirió que detrás de este razonamiento fueron los antagonismos entre Bell y Cox que se remontan a cuando Cox era procurador general y Bell fue un juez de la corte de apelaciones en el sur. Otra fuente dijo que el Departamento de Justicia sostenía la cita porque Kennedy estaba tratando de hacer valer la influencia indebida al Presidente del Comité Judicial del Senado, que tenía la capacidad de bloquear el nombramiento de todo el país. En público, sin embargo, todas las partes insistieron en que el retraso no era nada fuera de lo común. Dentro de la Casa Blanca, Cox tenía a sus defensores que argumentaron fuertemente en contra de la "regla de 64" e incluso obtuvieron una opinión de que la ABA no se opondría a la cita de Cox. Kennedy llegó a hablar personalmente con Carter, instando a que el nombramiento redundaría en beneficio político del presidente, pero Carter le dijo que no nombraría Cox. Cuando se tomó la decisión de los miembros de la propia selección de los jueces de Carter expresaron públicamente su enojo por la decisión. El jefe de campaña de Nueva York de Carter en 1976 registró la falta de nombramiento de Cox como una de varias maneras en las que la Administración se había "comportado neciamente" simplemente para desairar Kennedy. Al año siguiente otro panel montado por Carter le preguntó a Cox si quisiera volver a solicitar un cargo de juez. Cox rápidamente rechazó la oferta de interés. Su colega Stephen Breyer obtuvo el nombramiento.

### La Common Cause
Co sus ambiciones judiciales agotadas, Cox se aprovechó sus energías a conducir fuera de la promoción y los grupos de formulación de políticas. En 1980 Cox fue elegido presidente de la Common Cause, el cabildeo de los 230.000 miembros de los ciudadanos, como sucesor de John Gardner. Cox escribió que " el reto consistía en formar de nuevo la maquinaria de la autonomía ... para que cada ciudadano supiera que él o ella puede participar y que su participación es importante ...." Ese mismo año también se convirtió en el presidente fundador del Instituto de Efectos en la Salud, una colaboración entre la Agencia de Protección Ambiental y los fabricantesde automóviles y camiones privados para estudiar los efectos de las emisiones de los vehículos de motor. Cox dijo que la organización fue diseñada para tomar las pruebas y la investigación científica en relación con los efectos para la salud de este tipo de contaminación "fuera del contexto adverso."
Era el líder de la Common Cause, sin embargo, él iba a dejar su marca final; su objetivo era hacer que el gobierno fuera más transparente y responsable ante el amplio público, en lugar de tener intereses especiales, con el fin de restaurar la confianza en las instituciones gubernamentales. El mismo día en que asumió el cargo, se filtró el asunto Abscam. Mientras Cox personalmente deploró la fuga, inmediatamente envió cartas a los líderes del Congreso, subrayando "la urgente necesidad de mirar en los cargos para demostrar que el Congreso está preocupado por su honor e integridad." En julio de 1980 la organización instituyó su primer pleito importante en virtud de Cox, y fue un seguimiento de Buckley v Valeo: la Common Cause demandó a los cuatro grupos "independientes" que se comprometieron a gastar entre $ 38 y $ 58 para los anuncios de televisión y prensa en apoyo de la elección de Ronald Reagan, a pesar de que se acordó cumplir con los límites de gastos de $29,4 millones de dólares como parte del acuerdo que hizo en la aceptación de la financiación pública. Los grupos de Derechos de los trabajadores aprovecharon la ocasión para criticar a Cox y atacar los gastos independientes voluntarios sin tener en cuenta los esfuerzos de los sindicatos en nombre de los candidatos. El Tribunal de Distrito de D.C. desestimó el caso en razón de que cualquier restricción en el gasto "independiente" ascendiera a un compendio inconstitucional de la libertad de expresión. El Tribunal Supremo, confirmó la decisión de un tribunal dividido en partes iguales (Justicia O'Common no participó). Ese caso sería el último argumento de Cox ante el Tribunal Supremo.
Las quejas de los conservadores contra la Common Cause se hizo más general y más numerosa que los de verano a otoño, cuando la organización celebró su décimo aniversario. Henry Fairlie publicó en la edición de junio de Harper un amplio (pero en gran medida no específica) queja en contra de la organización para representar todo lo que estaba mal con la política estadounidense: "La idea subyacente de las reformas por causas comunes ha sido debilitar el papel político de las mismas asociaciones que le dan el poder que de otra manera sería impotente, y en el nombre de esta idea equivocada de la democracia participativa la Common Cause aumentó las oportunidades de los ya influyentes para extender sus privilegios." Tom Bethell (editor en Washington de Haprer) escribió en el Times "el concepto de "reforma" en sí está empezando a ser visto con escepticismo. Los escritores están cada vez más inclinados a poner la palabra entre comillas. En Washington en estos días, se oye a menudo referencias a "las consecuencias no deseadas de la reforma. Cox respondió en un discurso el 6 de septiembre de 1980: no fueron las reformas el problema, pero la implementación incompleta de ellas. El flujo de dinero en campañas políticas nacionales no fue el resultado de la campaña de reforma financiera, sino de una regulación inadecuada de comités "independientes" que coordinan de manera informal junto con las campañas." Dañino y peligroso como la tasa creciente de la influencia de las contribuciones de los comités de acción política es ... la presente ley que es claramente preferible a las antiguas condiciones pre-Watergate."
Cox continuó su campaña contra las grandes contribuciones de la campaña, pero no tuvo éxito en la ejecución de cualquier cambio ulterior. También apoyó los esfuerzos para aumentar la participación de votantes al testificar a favor de las papeletas bilingües.
La administración de Reagan planteó un desafío completamente diferente para Cox, pues creía que este intentó llevar a cabo la politización radical del poder judicial. La oficina del procurador general, por ejemplo, vetó sus decisiones por los resultados políticos (por primera vez en la historia moderna de acuerdo a Cox). Más abiertamente, el fiscal general William French Smith pidió a la Corte "seguir con los resultados de las elecciones." Dicho en conjunción con un empuje conservador para despojar a la Corte de la jurisdicción sobre cuestiones que no estaban de acuerdo con, la llamada fue ampliamente interpretada como una flagrante interferencia con la función judicial. Junto con la ACLU, la ABA y otros, Cox, en nombre de la Common Cause presionó en contra del "ataque sobre la independencia de nuestro sistema judicial" de Smith y por los "intentos radicales y sin principios para revocar legislativamente decisiones del Tribunal Supremo." Se envió una informe al Senado sobre "la falta de sensibilidad ética" de Edwin Meese y la "ceguera al abuso de posición" en un esfuerzo por impedir su confirmación como fiscal general. Cox trató de preservar la integridad de la investigación del fiscal independiente en el caso de Irán-Contra, instando a la Comisión de Inteligencia del Senado para resistir la presión del presidente Reagan en éste para que otorgara inmunidad a toda prisa a los funcionarios ejecutivos.
Los dos puestos de alto perfil finales de Cox trataron de investigaciones de los demócratas. Se instó a la comisión ética de la Cámara para permitir que el fiscal independiente determinara el alcance de su investigación del orador Jim Wright. También recomendó que el Comité de Inteligencia del Senado contratara expertos externos para investigar a los cuatro senadores demócratas y un republicano conocidos en el Cinco de Keating por su papel en el escándalo de Lincoln Savings y luego criticaron severamente el tratamiento menos severo que últimamente habían recibido, lo que provocó crítica personal de los demócratas prominentes. Sin embargo, una causa de alto perfil en la que él no participaría fue en el intento de rechazar el nombramiento de Robert Bork a la Corte Suprema. Cox se excusó y se negó a hacer ningún comentario sobre el hombre que le había disparado 15 años antes, incluso a petición personal del senador Kennedy.
Después de doce años en el cargo, Cox, a los 71 años, optó por retirarse de la presidencia de la Common Cause a partir de febrero de 1992.

### Retiro
Después de haber enseñado durante dos años después de la edad de jubilación obligatoria de Harvard, Cox fue finalmente obligado a retirarse de la facultad de la escuela de leyes Harvard al final del año escolar 1983-1984. Cox irónicamente dijo: "No se me permitirá enseñar más, se presume que estoy senil". Luego aceptó un puesto de profesor en la Escuela de la Universidad de Leyes de Boston. Esta Universidad hizo una política específica para el retiro de Cox; de acuerdo con Dean Ronald A. Cass: "Él enseña, siempre y cuando él quiere."

## La vida familiar y su muerte
La vida de Cox con Phyllis y sus hijos estaba casi completamente separada de su carrera profesional. Phyllis misma había sido una estudiante prometedora en Smith; después de haber pasado su primer año en París, pensaba en enseñar francés. Ella iba a asistir a la escuela de posgrado en la Universidad de Vermont, pero en 1935, el divorcio de sus padres y la  publicidad de la muerte de su hermano en un accidente de navegación a vela dejó a su madre angustiada, y Phyllis se comprometió a posponer la escuela para vivir con su madre en su granja en Weyland, Massachusetts. Después de su matrimonio, Phyllis acomodó su vida a la carrera de Cox y sus hijos, Sarah ("Sally") (b. 1939), Archibald, Jr. (b. 1940) y Phyllis (b. 1945). Pero el fondo de sus ilustres ancestros de ambos lados de los académicos legales ayudaron a Cox en momentos cruciales de su carrera. Cuando vivían en Virginia durante la guerra, eran vecinos de la compañera de Smith de Phyllis, que ella conocía como Jane Dahlman. A través de ella, Cox fue capaz de ir y volver de Washington con su marido, Harold Ickes, quien dio a Cox una visión desde dentro de la política federal y le dio los consejos prácticos de que debía desarrollar su propia red en lugar de permanecer en Washington para convertirse en un burócrata de carrera.
Cuando la familia Cox regresó a Massachusetts, fueron capaces de vivir en la granja familiar en Wayland, la madre de Phyllis se volvió a casar y se trasladó a California y su padre le proporcionó una propiedad, una finca. Esto dio Cox la libertad de elegir  enseñar sin tanta preocupación por dinero. La granja Wayland jugó un papel importante en la oferta de Cox de la Escuela de Derecho de Harvard. El profesor Austin Scott había sido un amigo de mucho tiempo de la familia de Ames y almorzaba los domingos con ellos en Wayland. Cox llegó a conocerlo a través de Phyllis. Después de su regreso de Washington, Scott continuó con el almuerzo de domingo allí, y fue allí que Scott presentado por primera vez la idea de Cox de la enseñanza en la Universidad de Harvard. el propio Cox también sospechaba que el abuelo de Phyllis era famoso en la escuela de derecho y que el decano James Barr Ames tenía algo que ver con la oferta.
Después de convertirse en un miembro de la facultad, Cox mantuvo su vida y familia profesional de la vida independiente. Cox a menudo parecía inaccesible a los colegas, nunca tuvo amigos particularmente estrechos en la facultad y nunca entretuvo a nadie, incluso más tarde cuando era procurador general o el fiscal especial. La granja Wayland era una granja real de trabajo bajo la dirección de Phyllis, e incluso Cox mismo tuvo tareas incluyendo lanzadores del heno o la excavación del squash. Compraron una granja de verano en Maine, donde Phyllis se llevaría a los niños y Archie se pasaba los fines de semana ahí durante el verano.
Cox se interesó por asuntos locales Wayland. En 1950 fue elegido miembro de la Junta de Wayland Assessors. En 1958 Cox fue elegido miembro de la Junta de Selectmen Wayland. Después de haber perdido las elecciones anteriores, éste era en gran parte el resultado de la cálida bienvenida de Kennedy a Cox durante una parada de campaña para el Senado en Wayland. Cox superó a su oponente corresponde casi 3-1.
Cox pasó mucho tiempo fuera dando conferencias, en los arbitrajes y diversas tareas de gobierno. A menudo, Archie y Phyllis estarían separados, para que los niños no fueran arrancados de sus raíces, y lo aceptaron. Pero las cartas de Cox a lo largo de su vida siempre mostraron un profundo afecto por su esposa.
Cox murió en su casa en Brooksville, Maine, por causas naturales. (Por un capricho del destino, Sam Dash, asesor principal del Comité Selecto del Senado para investigar las prácticas de campaña durante el escándalo de Watergate, murió el mismo día.) Phyllis y Archie habían estado casados por 67 años. En el momento de su muerte, su hija Sarah (en la gestión empresarial) vivió en Brooksville, Archibald, Jr. (quien rompió con la tradición familiar y entró en las finanzas y no en el derecho) en Markleville, Indiana y Phyllis (que se convirtió en una abogada) en Denver. En la época en que ellos tuvieron varios nietos y bisnietos. Phyllis murió el 6 de febrero de 2007.

## Honores

### Cátedras universitarias presididas
Durante su carrera en la Universidad de Harvard, el profesor Cox fue honrado con las siguientes cátedras universitarias presididas:
- 1958-1961, Profesor Royall de la Escuela de Derecho de Harvard
- 1965-1976, Profesor Williston de la Escuela de Derecho de Harvard
- 1976-1984, Profesor Carl M. Loeb de la Universidad, la Universidad de Harvard
- 1984- a su muerte, Universidad Carl M. Loeb, Profesor Emérito de la Universidad de Harvard

### Grados honorarios
A lo largo de su vida Cox fue el destinatario de numerosos títulos honorarios, incluyendo: M.A .: Sidney Sussex College, Universidad de Cambridge, Inglaterra, 1974; L.H.D .: Hahnemann Medical College, Philadelphia, 1980; LL.D: Loyola University Chicago, 1964, Universidad de Cincinnati, 1967, Universidad de Denver, 1974, Amherst College, 1974, Rutgers, 1974, Universidad de Harvard, 1975, del Estado de Míchigan, 1976, Universidad de Wheaton, 1977, Universidad del Noreste de 1978 , Clark, 1980, Universidad de Massachusetts Amherst, 1981, Universidad de Notre Dame, 1983, Universidad de Illinois, 1985, Claremont Graduate School de 1987, la universidad de Colby de 1988.

### Sociedades honorarias
Cox fue elegido miembro del reconocimiento otorgado por las siguientes sociedades:
- Elegido miembro de la Academia Americana de las Artes y las Ciencias de 1955.[520]
- Se entregó la Harvard Phi Beta Kappa Oración durante los ejercicios literarios antes del comienzo en junio de 1974[521]
- Miembro de la Sociedad Americana de Filosofía elegido en 1980.[522] Miembro de la Comisión de Phillips Premio 1982 a 88[523]
- Galardonado con el Premio Académico Sobresaliente por la American Bar Foundation en 1993.[524]

### Otros honores
En 1935 Cox ganó el Premio de Sears por su actuación durante el primer año en la escuela de Leyes
Después de que él renunció a su puesto en la facultad en Harvard y hasta que regresó en 1965, Cox se desempeñó como miembro del Consejo de Supervisores de la Universidad de Harvard.
En 1991, la facultad de la Escuela de Derecho de Harvard hizo Cox miembro honorario de la Orden de la Cofia, un grupo histórico que reconoce las contribuciones significativas a la profession legal.
En 1995, el Instituto de Asunto gubernamentales y Públicos otorgó Cox el premio en ética gubernamental. Cox fue también recibió el premio  Thomas O'Neill de Ciudadanía.
El 8 de enero de 2001, Cox recibió la Medalla de Ciudadanos presidenciales por el presidente Bill Clinton, diciendo: "Archibald Cox, todos los estadounidenses, si él o ella sabe su nombre o no, le debe un profundo agradecimiento para toda la vida por su servicio a su país y a su Constitución ".

## Trabajos selectos
Libros:
- Cases on Labor Law. Brooklyn, New York: Foundation Press. 1948. LCCN 48004767. (This casebook was periodically updated by Foundation Press. The latest edition is the 15th in 2011, which also has as authors: Derek Curtis Bok, Robert A. Gorman, Matthew W. Finkin.)
- Law and the National Labor Policy. Los Angeles: Institute of Industrial Relations, University of California. 1960. LCCN 60063285.
- The Warren Court: Constitutional Decision as an Instrument of Reform. Cambridge, Massachusetts: Harvard University Press. 1968. LCCN 68021971. (Lectures originally given in shorter form at a summer school conducted in Honolulu in 1967.)
- Cox, Archibald; Howe, Mark DeWolfe; Wiggins, J.R. (1967). Civil Rights, the Constitution, and the Courts. Cambridge, Massachusetts: Harvard University Press. LCCN 67020874.
- Bar Association of India Lectures. New Delhi: Bar Association of India. 1981.
- 'The Role of the Supreme Court in American Government. London, New York: Oxford Universityi Press. 1977. ISBN 0198274114.
- 'The Court and the Constitution. Boston, Massachusetts: Houghton Mifflin. 1987. ISBN 0395379334.
- Norman Dorsen, ed. (1989). The Evolving Constitution: Essays on the Bill of Rights and the U.S. Supreme Court. Middletown, Connecticut: Wesleyan University Press. (foreword by Cox)

Artículos publicados:
- «Some Aspects of the Labor Management Relations Act, 1947». Harvard Law Review 61 (1): 1-49. November 1947. doi:10.2307/1335189. 61 (2): 274-315. January 1947.
- «Judge Learned Hand and the Interpretation of Statutes». Harvard Law Review 60 (3): 370-93. February 1947.
- «The Influence of Mr. Justice Murphy on Labor Law». Michigan Law Review 48 (6): 767-810. April 1950. doi:10.2307/1284432.
- Cox, Archibald; Dunlop, John T. (January 1950). «Regulation of Collective Bargaining by the National Labor Relations Board». Harvard Law Review 63 (3): 389-432. doi:10.2307/1336243.
- Cox, Archibald; Dunlop, John T. (May 1950). «The Duty to Bargain Collectively During the Term of an Existing Agreement». Harvard Law Review 63 (7): 1097-1133. doi:10.2307/1335973.
- Cox, Archibald; Seidman, Marshall J. (December 1950). «Federalism and Labor Relations». Harvard Law Review 64 (2): 211-45. doi:10.2307/1336175.
- «The Right to Engage in Concerted Activities». Indiana Law Journal 28 (3): 319-48. Spring 1951.
- «Strikes, Picketing and the Constitution». Vanderbilt Law Review 4 (3): 574-602. April 1951.
- «Legal Aspects of Labor Arbitration in New England». Arbitration Journal 8 (1): 5-20. 1953.
- «Government Regulation of the Negotiation and Terms of Collective Agreement: An address». University of Pennsylvania Law Review 101 (8): 1137-1153. June 1953. doi:10.2307/3310045.
- «Revision of the Taft-Hartley Act». West Virginia Law Review 55 (2): 91-109. June 1953.
- «The New Wage Stabilization Board». Proceedings of the Labor Relations Section, San Francisco, September 16–17, 1953 (Chicago: American Bar Association): 20-41. 1953.
- «The Role of Law in Labor Disputes». Cornell Law Quarterly 39 (4): 592-610. Summer 1954.
- «Grievance Arbitration in the Federal Courts». Harvard Law Review 67 (4): 591-607. February 1954. doi:10.2307/1337241.
- «Federal Preemption of the Law of Labor Relations». The Proceedings of the 7th Annual Conference on Labor, New York University (Albany: Matthew Bender and Co., New York University): 1-27. 1955.
- «Labor and Antitrust Laws: A Preliminary Analysis». University of Pennsylvania Law Review 104 (2): 252-84. November 1955. doi:10.2307/3309877.
- «Some Lawyers' Problems in Grievance Arbitrations». Minnesota Law Review 40 (1): 41-59. December 1955.
- «Rights Under a Labor Agreement». Harvard Law Review 69 (4): 601-57. February 1956. doi:10.2307/1337469.
- «Law and the Future: Labor Management Relations». Northwestern University Law Review 51 (2): 240-57. May 1956.
- «The Legal Nature of Collective Bargaining Agreements». Temple Law Quarterly 30 (1): 1-36. Fall 1956.
- «Labor-Management Relations Law in the Supreme Court October Term, 1955». Proceedings of the Section of Labor Relations Law, Dallas, August 27–28, 1956 (Chicago: American Bar Center): 5-29. 1956.
- «Labor Law and the American Constitution». University of Queensland Law Journal 3 (1): 5-22. December 1956.
- «The Duty of Fair Representation». Villanova Law Review 2 (2): 151-77. January 1957.
- «Current Problems in the Law of Grievance Arbitration». Rocky Mountain Law Review 30 (3): 247-66. April 1958.
- «The Duty to Bargain in Good Faith». Harvard Law Review 71 (8): 1401-42. June 1958. doi:10.2307/1337921.
- «The Labor Decisions of the Supreme Court at the October Term 1957». Proceedings of the Section of Labor Relations Law, Los Angeles, August 25–26, 1958 (Chicago: American Bar Center): 12-44. 1958.
- «The Labor Decisions of the Supreme Court at the October Term, 1957». Virginia Law Review 44 (7): 1057-92. 1958. doi:10.2307/1070935.
- «Labor Unions and the Public Interest». Marquette Law Review 42 (1): 2-6, 28-35. Summer 1958.
- «Review of Labor Union Monopoly by Donald R. Richberg». Minnesota Law Review 42 (3): 516-26. January 1958.
- «The Landrum–Griffin Amendments to the National Labor Relations Act.». Minnesota Law Review 44 (2): 257-74. January 1959.
- «Uses and Abuses of Union Power». Notre Dame Lawyer 35 (5): 624-39. January 1959.
- «The Role of Law in Preserving Union Democracy». Harvard Law Review 72 (4): 609-44. February 1959. doi:10.2307/1338296.
- «Reflections Upon Labor Arbitration». Harvard Law Review 72 (8): 1482-1518. June 1959. doi:10.2307/1338034.
- «Labor Arbitration in New Jersey». Rutgers Law Review 14 (1): 143-84. Fall 1959.
- «The Major Labor Decisions of the Supreme Court October Term 1958». Proceedings of the Section of Labor Relations Law, Bal Harbour-Miami Beach, August 24–25, 1959 (Chicago: American Bar Center): 23-37. 1959.
- «Reflections Upon Labor Arbitration in Light of the Lincoln Mills Case». Proceedings of the Twelfth Annual Meeting, National Academy of Arbitrators (Washington, D.C.: Bureau of National Affairs). 1959.
- «Internal Affairs of Labor Unions under the Labor Reform Act of 1959». Michigan Law Review 58 (6): 819-854. April 1960. doi:10.2307/1286305.
- «Nature of Supreme Court Litigation». Journal of the American Judicature Society 45 (5): 93-96. October 1961.
- «Current Constitutional Issues: Reapportionment». Tennessee Law Review 30 (1): 28-35. Fall 1962.
- «The Supreme Court and the Federal System». California Law Review 50 (5): 800-20. January 1962. doi:10.2307/3479125.
- «The Supreme Court and the Federal System». New York State Bar Journal 35 (2): 108-24. April 1963.
- «Poverty and the Legal Profession». Illinois Bar Journal 54 (1): 12-21. September 1965.
- «The Constitutionality of the Proposed Voting Rights Act of 1965». Houston Law Review 3 (1): 1-10. Spring 1965.
- «Foreword: Constitutional Adjudication and the Promotion of Human Rights». Harvard Law Review 80 (1): 91-122. November 1966.
- «Labor and the Antitrust Laws: Pennington and Jewel Tea». Boston University Law Review 46: 317-42. Summer 1966.
- «Direct Action, Civil Disobedience, and the Constitution». Proceedings of the Massachusetts Historical Society 78: 105-19. January 1966.
- «Chief Justice Earl Warren». Harvard Law Review 83 (1): 1-5. November 1969.
- «The Role of Congress in Constitutional Determinations». University of Cincinnati Law Review 40 (2): 199-216. Summer 1971.
- «Labor Law Preemption Revisited». Harvard Law Review 85 (7): 1337-77. May 1972. doi:10.2307/1340014.
- «More Learned Than Witty [Review of Learned Hand's Court by Marvin Schick]». Harvard Civil Rights-Civil Liberties Law Review 7 (2): 501-08. March 1972.
- «Some Reflections on Possible Abuses of Governmental Power». The Record of the Association of the Bar of the City of New York 28 (9): 811-827. December 1973.
- «Executive Privilege». University of Pennsylvania Law Review 122 (6): 1383-1438. June 1974. doi:10.2307/3311504.
- «The Lawyer's Public Responsibilities». Human Rights 4 (1): 1-12. October 1974.
- «Watergate and the U.S. Constitution». British Journal of Law and Society 2 (1): 1-13. Summer 1975. doi:10.2307/1409781.
- «The New Dimensions of Constitutional Adjudication». Washington Law Review 51 (4): 791-829. October 1976.
- «The Supreme Court and Abortion». The Human Life Review 2 (4): 15-19. Fall 1976.
- «Federalism and Individual Rights under the Burger Court». Northwestern University Law Review 73 (1): 1-25. March 1978.
- «The Lawyer's Independent Calling». Kentucky Law Journal 67 (1): 5-26. 1978.
- «The Effect of the Search for Equality upon Judicial Institutions». Washington University Law Quarterly 1979 (3): 795-816. Summer 1979.
- «Recent Developments in Federal Labor Law Preemption». Ohio State Law Journal 41 (2): 277-300. 1980.
- «Foreword: Freedom of Expression in the Burger Court». Harvard Law Review 94 (1): 1-73. November 1980.
- «Review of Democracy and Distrust, a Theory of Judicial Review, by John Hart Ely». Harvard Law Review 94 (3): 700-16. January 1981. doi:10.2307/1340684.
- «Constitutional Issues in the Regulation of the Financing of Election Campaigns». Cleveland State Law Review 31 (3): 395-418. 1982.
- «Congress v. The Supreme Court». Mercer Law Review 33 (3): 707-722. Spring 1982.
- «Freedom of the Press». University of Illinois Law Review 1983 (1): 3-21.
- «The Role of the Supreme Court: Judicial Activism or Self-Restraint?». Maryland Law Review 47 (1): 118-38. Fall 1987.
- «Lawyer Independence». New York State Bar Journal 62 (4): 10-15. May 1990.
- «Lawyers and the Public Interest». Boston University Public Interest Law Journal 1 (1): 5-14. Winter 1991.
- «Ethics in Government: The Cornerstone of Public Trust». West Virginia Law Review 94 (2): 281-300. Winter 1991.
- «Recent Developments in Civil Rights Law». St. Mary's Law Journal 22 (4): 815-27. 1991. (Presented at the Common Cause 20th Anniversary Celebration at St. Mary's School of Law, San Antonio, Texas, on 3 de noviembre de 1990.)
- «The Independence of the Judiciary: History and Purposes». University of Dayton Law Review 21 (3): 565-84. Spring 1996.

Piezas de revistas, publicaciones y audios:
- «After Taft-Hartley». Fortune 39 (1): 65. January 1949.
- «The Role of Law in Labor Disputes». Monthly Labor Review 77 (10): 1113-17. October 1955. (Excerpted from article in Summer 1954 issue of Cornell Law Quarterly.)
- «Strikes and the Public Interest: A Proposal for New Legislation». Atlantic 205: 48-51. February 1960.
- «Reflections on a Firestorm». Saturday Review/World: 12-14, 56. 9 de marzo de 1974.
- «The University and Public Life». The New Leader 57 (14): 9-12. 8 de julio de 1974. (The annual Harvard Phi Beta Kappa Oration, delivered in June 1974.) The speech was reprinted in the Congressional Record at the request of Congressman Richard Bolling of Missouri: «The University and Public Life». Congressional Record 14 (17): 23042-23044. 11 de julio de 1974  – via Google Books.
- Partners in Law: Lord Scarman and Archibald Cox in Conversation (BBC, aired February 1980). Part of the conversation was included in The Listener, February 1980, pp. 165–66.
- «Government, Politics and the Spirit of America: The Attacks upon Reform Legislation». Vital Speeches of the Day 47 (3): 71. 15 de noviembre de 1980.
- «As Legal Scholars See It; Court, Congress, and the Human Life Statute». Christian Science Monitor. 17 de junio de 1981.
- «Iranian Arms and Contra Aid: Some Underlying Questions». Vital Speeches of the Day 53 (17): 531. 15 de junio de 1987.
- «First Amendment». Society 24 (1): 8-15. November 1986. doi:10.1007/bf02695930.